# Dinoszauruszok listája

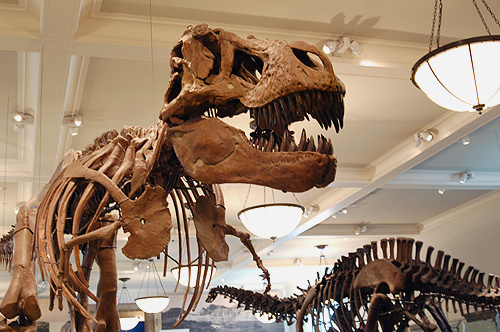
A Tyrannosaurus (balra) és az Apatosaurus (jobbra) felállított csontváza az Amerikai Természetrajzi Múzeumban (American Museum of Natural History)

Az itt található dinoszauruszok listája a Dinosauria főrendbe tartozó összes nem teljes felsorolása, amely nem tartalmazza az Aves osztályt (az élő és a kihalt madarakat) és a köznyelvi kifejezéseket. A listán szerepel az összes általánosan elfogadott nem, de azok is, amelyek mára érvénytelenné vagy kétségessé (nomen dubiummá) váltak, illetve hivatalosan nem voltak publikálva (nomen nudum), esetleg egy megalapozottabb név fiatalabb szinonimájának számítanak, vagy nem tekinthetők többé dinoszaurusznak. Az alábbi nevek közül sokat átsoroltak például a madarak vagy a krokodilok közé, esetleg megkövült faként azonosítottak. A listán szereplő 1379 név közül körülbelül 990 érvényes dinoszaurusz nemnek vagy nomen dubiumnak számít.

## Érvényesség és terminológia
Léteznek nem hivatalos, egyszerűsített dinoszaurusz nem listák. Ezek egyikét az 1995-ben online megjelent Dinosaur Genera List (Dinoszaurusznem lista) címűt a binomiális nevezéktan szakértője, George Olshevsky állította össze és frissíti rendszeresen. A téma legmegbízhatóbb forrása a The Dinosauria című könyv (2004-es) második kiadása. A forráshivatkozások többsége Olshevsky listájára utal, és minden szubjektív meghatározás (például fiatalabb szinonima vagy nem dinoszaurusz státusz) a The Dinosauria alapján lett beillesztve, kivéve azokban az esetekben, ahol az elsődleges forrás eltér ezektől. E kivételek fel vannak tüntetve.
A névadási konvenciók és a terminológia a Zoológiai Nevezéktan Nemzetközi Kódexét követi. A felhasznált szakkifejezések az alábbiak:
- fiatalabb szinonima: Egy név, ami egy olyan taxonra hivatkozik, amelyet korábban már hivatalosan elneveztek. Ha hivatalosan két vagy több nemet is megkülönböztetnek, és később a típuspéldányokat ugyanahhoz a nemhez kapcsolják, akkor az (időrendi sorrendben) elsőként publikált lesz az idősebb szinonima, valamennyi további pedig fiatalabb szinonimává válik. Az idősebb szinonimákat általánosan használják, azon esetek kivételével, amikor az ICZN külön döntést hoz (lásd Tyrannosaurus), de a fiatalabb szinonimák nem használhatók többé, ha egyszer már elavulttá váltak. A fiatalabb szinonima megjelölés gyakran szubjektív, de olyankor nem számít annak, amikor mindkét nemet azonos típuspéldány alapján írják le.
- Nomen nudum (a latin kifejezés jelentése 'csupasz nevű', a többesszáma nomina nuda): Egy név, ami nyomtatásban már megjelent, de az ICZN szabályai szerint hivatalosan még nem volt publikálva. Érvénytelennek számít, ezért az általánosan elfogadott nevektől eltérően nincs dőlt betűvel megkülönböztetve. Amennyiben a név később hivatalosan is megjelenik, már nem számít többé nomen nudumnak, és a felsorolásban is dőlt betűvel lesz látható. A hivatalos név gyakran eltér a példányhoz tartozó összes nomen nudumtól.
- Nomen oblitum (a latin kifejezés jelentése 'elfeledett név'): Egy név, amit a tudományos közösség nem használt, az első megjelenését követő több mint ötven évben.
- foglalt név: Egy név, ami hivatalosan megjelent, de már egy másik taxonhoz tartozik. E második használat érvénytelen (ahogy az ezt követő továbbiak is), és a nevet ki kell cserélni.
- Nomen dubium (a latin kifejezés jelentése 'kétséges név'): Egy név ami olyan fosszíliára utal, amely nem rendelkezik diagnosztikus jellemzőkkel. Emiatt rendkívül szubjektív és vitás megjelölés lehet (lásd Hadrosaurus), amely az alábbi listán nem használható.

## A

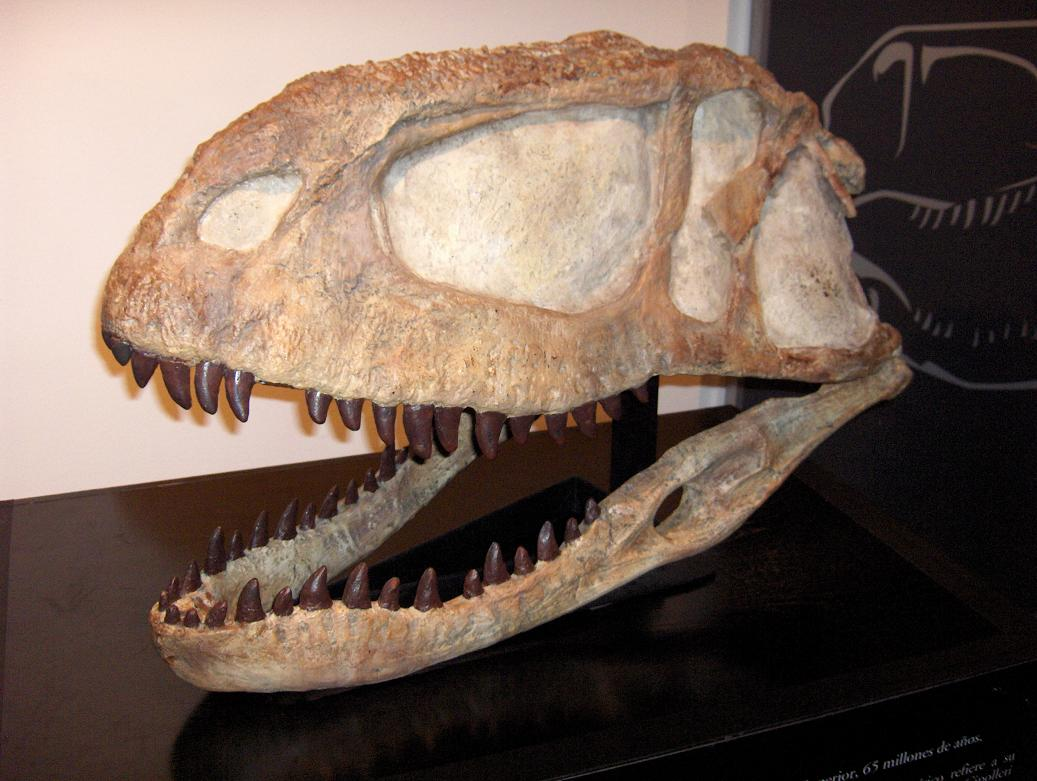
Egy Abelisaurus comahuensis koponyája

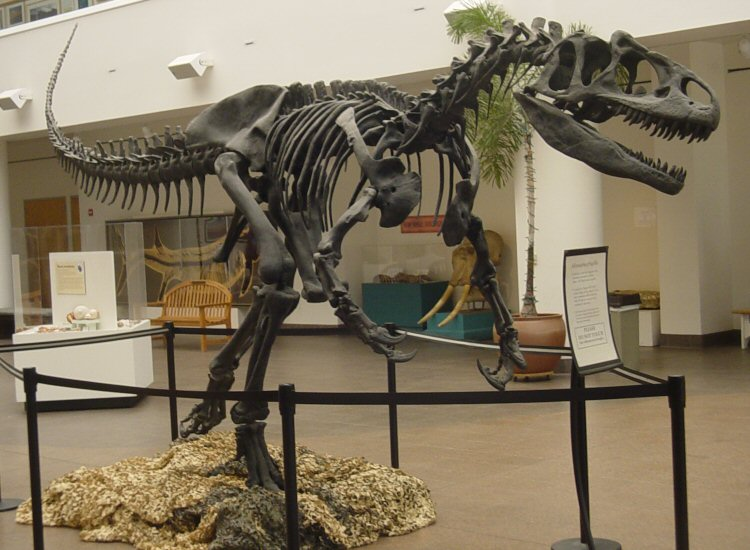
Egy Allosaurus csontváz másolata

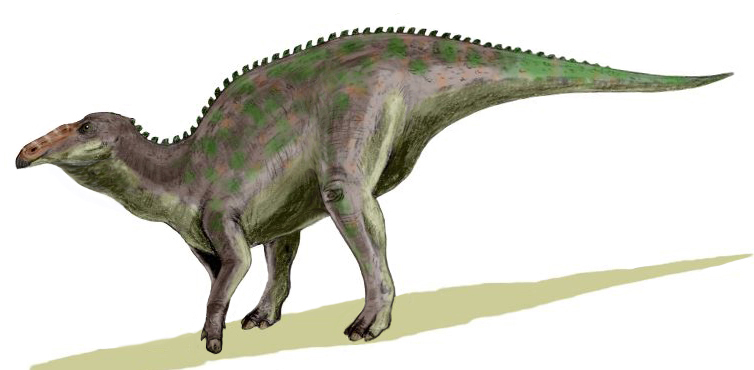
Az Anatotitan rekonstrukciója

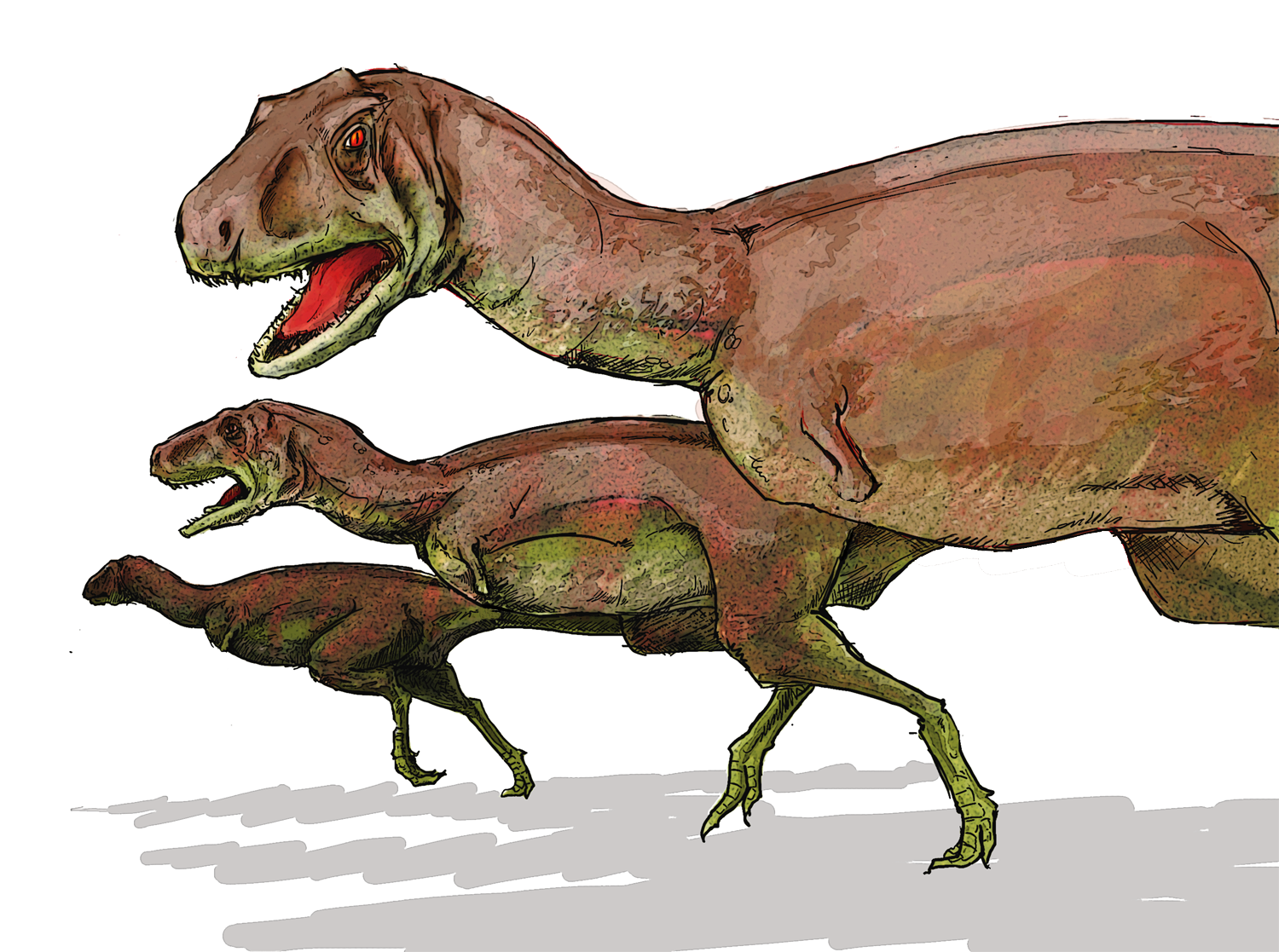
Három Aucasaurus művészi rekonstrukciója

- Aachenosaurus – valójában egy darab megkövült fa
- Aardonyx
- „Abdallahsaurus” – nomen nudum, valószínűleg egy Brachiosaurus vagy egy Giraffatitan
- Abelisaurus
- Abrictosaurus
- Abrosaurus
- Abydosaurus
- Acanthopholis
- Achelousaurus
- Acheroraptor
- Achillesaurus
- Achillobator
- „Acracanthus” – az Acrocanthosaurus eredeti, érvénytelen neve
- Acristavus
- Acrocanthosaurus
- Acrotholus
- Actiosaurus – valószínűleg egy ichthyoszaurusz
- Adamantisaurus
- Adasaurus
- Adeopapposaurus
- Aegyptosaurus
- Aeolosaurus
- Aepisaurus
- Aerosteon
- Aetonyx – feltehetően a Massospondylus fiatalabb szinonimája
- Afrovenator
- Agathaumas
- Aggiosaurus – valójában egy metriorhynchida krokodil
- Agilisaurus
- Agnosphitys
- Agrosaurus – valószínűleg a Thecodontosaurus fiatalabb szinonimája
- Agujaceratops
- Agustinia
- Ahshislepelta
- „Airakoraptor” – nomen nudum
- Ajkaceratops
- Alamosaurus
- „Alashansaurus” – nomen nudum; Shaochilong
- Alaskacephale
- Albalophosaurus
- Albertaceratops
- Albertonykus
- Albertosaurus
- Albinykus[2]
- Albisaurus – egy nem dinoszaurusz hüllő
- Alectrosaurus
- Aletopelta
- Algoasaurus
- Alioramus
- Aliwalia – az Eucnemesaurus fiatalabb szinonimája
- Allosaurus
- Alocodon
- Altirhinus
- Altispinax
- Alvarezsaurus
- Alwalkeria
- Alxasaurus
- Amargasaurus
- Amargatitanis
- Amazonsaurus
- Ammosaurus
- Ampelosaurus
- Amphicoelias
- „Amphicoelicaudia” – nomen nudum; feltehetően egy Huabeisaurus
- „Amphisaurus” – foglalt név, jelenleg Anchisaurusként ismert
- Amtocephale
- Amtosaurus – feltehetően egy Talarurus
- Amurosaurus
- Amygdalodon
- Anabisetia
- Anasazisaurus
- Anatosaurus – az Edmontosaurus fiatalabb szinonimája
- Anatotitan
- Anchiceratops
- Anchiornis
- Anchisaurus
- Andesaurus
- Angaturama – feltehetően az Irritator fiatalabb szinonimája
- „Angloposeidon”[3][4] – nomen nudum
- Angolatitan
- Angulomastacator
- Aniksosaurus
- Animantarx
- Ankistrodon – valójában egy proterosuchida archosauriformes
- Ankylosaurus
- Anodontosaurus – az Euoplocephalus vagy a Dyoplosaurus fiatalabb szinonimája
- Anoplosaurus
- Anserimimus
- Antarctopelta
- Antarctosaurus
- Antetonitrus
- Anthodon – valójában egy pareiasaurus
- Antrodemus – feltehetően az Allosaurus fiatalabb szinonimája
- Anzu
- Apatodon – feltehetően az Allosaurus fiatalabb szinonimája
- Apatosaurus – elterjedt nevén Brontosaurus
- Appalachiosaurus
- Aquilops
- Aragosaurus
- Aralosaurus
- „Araucanoraptor” – nomen nudum; Neuquenraptor
- Archaeoceratops
- Archaeodontosaurus
- Archaeopteryx
- „Archaeoraptor” – jelenleg a Yanornis nevű madárként és a Microraptor nevű dromaeosauridaként ismert
- Archaeornis – az Archaeopteryx nevű madár fiatalabb szinonimája
- Archaeornithoides
- Archaeornithomimus
- Archaeornithura
- Archaeovolans – a Yanornis nevű madár fiatalabb szinonimája
- Arcovenator
- Arctosaurus – valójában egy nem dinoszaurusz hüllő
- Arcusaurus
- Arenysaurus
- Argentinosaurus
- Argyrosaurus
- Aristosaurus – a Massospondylus fiatalabb szinonimája
- Aristosuchus
- Arizonasaurus – valójában egy rauisuchia
- „Arkanosaurus” – az „Arkansaurus” más írásmódja
- „Arkansaurus” – nomen nudum
- Arkharavia
- Aorun
- Arrhinoceratops
- Arstanosaurus
- Asiaceratops
- Asiamericana
- Asiatosaurus
- Astrodon
- Astrodonius – az Astrodon fiatalabb szinonimája
- Astrodontaurus – az Astrodon fiatalabb szinonimája
- Asylosaurus
- Atacamatitan
- Atlantosaurus – feltehetően az Apatosaurus vagy a Camarasaurus fiatalabb szinonimája
- Atlasaurus
- Atlascopcosaurus
- Atrociraptor
- Atsinganosaurus
- Aublysodon
- Aucasaurus
- „Augustia” – foglalt név, jelenleg Agustiniaként ismert
- Auroraceratops
- Australodocus
- Australovenator
- Austrocheirus
- Austroraptor
- Austrosaurus
- Avaceratops
- „Avalonia” – foglalt név, jelenleg Avalonianusként ismert
- Avalonianus – valójában egy nem dinoszaurusz archosaurus
- Aviatyrannis
- Avimimus
- Avipes – valószínűleg egy nem dinoszaurusz dinosauromorpha
- Avisaurus – valójában egy enantiornithina madár
- Azendohsaurus – egy nem dinoszaurusz archosauromorpha

## B
| Tartalomjegyzék: | A B C D E F G H I J K L M N O P Q R S T U V W X Y Z – Lásd még |

- Bactrosaurus
- Bagaceratops
- Bagaraatan
- Bahariasaurus
- Bainoceratops
- „Bakesaurus” – nomen nudum
- Balaur
- Balochisaurus
- Bambiraptor
- Banji
- Baotianmansaurus
- Barapasaurus
- Barilium
- Barosaurus
- Barrosasaurus
- Barsboldia
- Baryonyx
- „Bashunosaurus” – nomen nudum

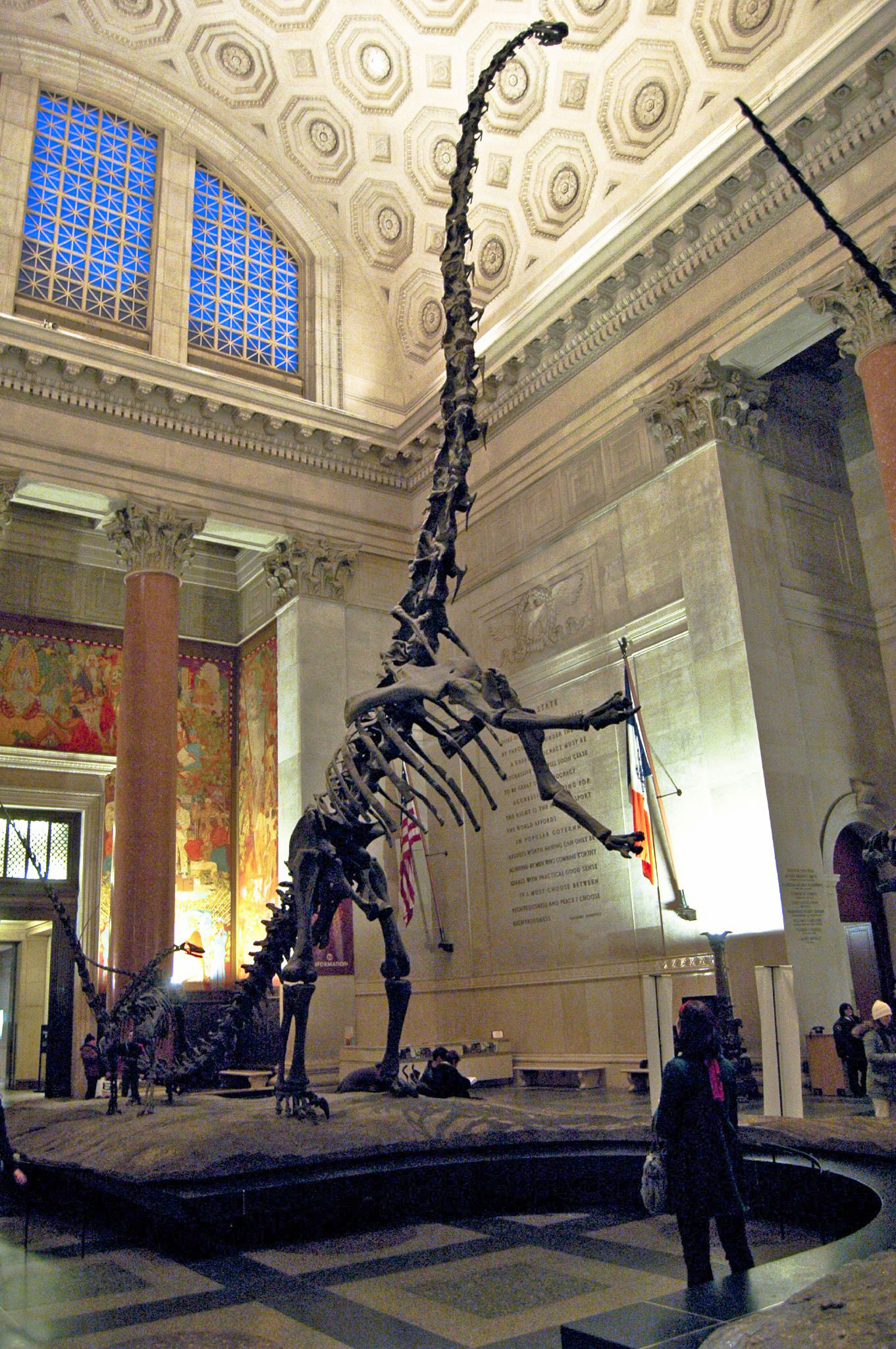
A New York-i Amerikai Természetrajzi Múzeumban (American Museum of Natural History) ágaskodó helyzetben felállított Barosaurus csontváz alulnézetből

- Basutodon – valójában egy nem dinoszaurusz archosaurus
- Bathygnathus – valójában egy pelycosaurus
- Baurutitan
- „Bayosaurus” – nomen nudum
- Becklespinax
- „Beelemodon” – nomen nudum
- Beipiaosaurus
- Beishanlong
- Bellusaurus
- Belodon – valójában egy phytosaurus
- Berberosaurus
- Betasuchus
- Bienosaurus
- Bihariosaurus
- „Bilbeyhallorum” – nomen nudum; Cedarpelta
- Bissektipelta
- Bistahieversor
- „Blancocerosaurus” – nomen nudum, valószínűleg egy Brachiosaurus vagy egy Giraffatitan
- Blasisaurus
- Blikanasaurus
- Bolong
- Bonapartenykus
- Bonatitan
- Bonitasaura
- Borealosaurus
- Borogovia
- Bothriospondylus
- Brachiosaurus
- Brachyceratops
- Brachylophosaurus
- Brachypodosaurus
- Brachyrophus – a Camptosaurus fiatalabb szinonimája
- Brachytaenius – valójában egy nem dinoszaurusz hüllő, feltehetően megegyezik a Dakosaurusszal.
- Brachytrachelopan
- Bradycneme
- Brasileosaurus – valójában egy nem dinoszaurusz archosaurus
- Breviceratops
- Brohisaurus
- Brontomerus
- „Brontoraptor” – nomen nudum
- Brontosaurus – az Apatosaurus fiatalabb szinonimája
- Bruhathkayosaurus
- Bugenasaura – a Thescelosaurus fiatalabb szinonimája
- Buitreraptor
- „Byranjaffia” – nomen nudum; Byronosaurus
- Byronosaurus

## C
| Tartalomjegyzék: | A B C D E F G H I J K L M N O P Q R S T U V W X Y Z – Lásd még |

- Caenagnathasia

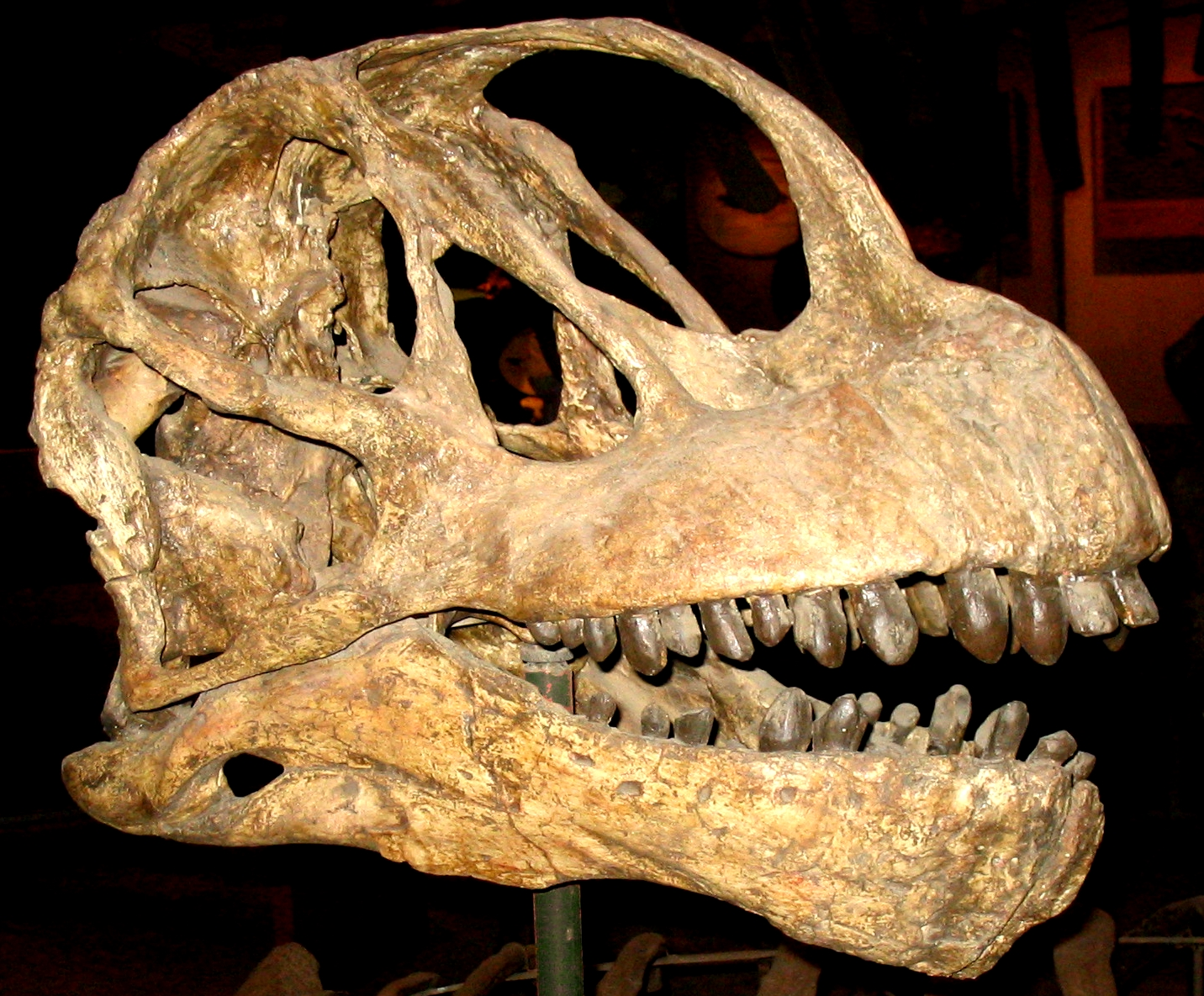
A Camarasaurus koponyája.

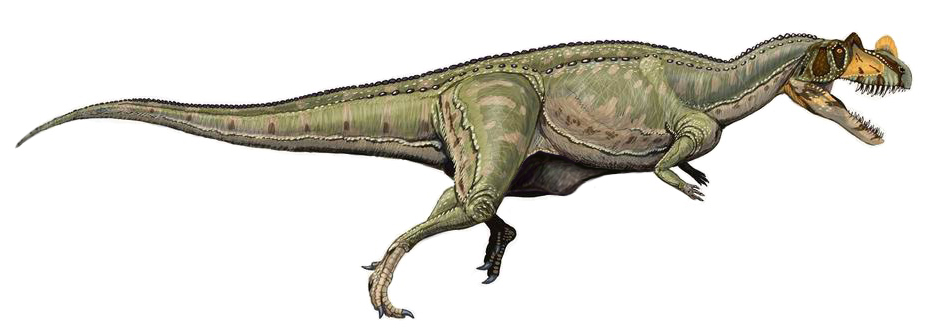
A Ceratosaurus művészi rekonstrukciója

- Caenagnathus – a Chirostenotes feltételezett fiatalabb szinonimája
- Calamosaurus
- Calamospondylus Fox, 1866
- „Calamospondylus” Lydekker, 1889 – foglalt név, jelenleg Calamosaurusként ismert
- Callovosaurus
- Camarasaurus
- Camelotia
- Camposaurus
- „Camptonotus” – foglalt név, jelenleg Camptosaurusként ismert
- Camptosaurus
- „Campylodon” – foglalt név, jelenleg Campylodoniscusként ismert
- Campylodoniscus
- „Capitalsaurus” – nomen nudum
- Carcharodontosaurus
- Cardiodon
- „Carnosaurus” – nomen nudum, valószínűleg a „carnosaurus” tipográfiai hibás alakja
- Carnotaurus
- Caseosaurus
- Cathartesaura
- Cathetosaurus – a Camarasaurus fiatalabb szinonimája
- Caudipteryx
- Caudocoelus – a Teinurosaurus fiatalabb szinonimája
- Caulodon – a Camarasaurus fiatalabb szinonimája
- Cedarosaurus
- Cedarpelta
- Cedrorestes
- Centemodon – valójában egy phytosaurus
- Centrosaurus
- Cerasinops
- Ceratonykus
- Ceratops
- Ceratosaurus
- Cetiosauriscus
- Cetiosaurus
- Changchunsaurus
- „Changdusaurus”[5] – nomen nudum
- „Changtusaurus” – a „Changdusaurus” más írásmódja
- Changyuraptor
- Chaoyangosaurus[5] – a Chaoyangsaurus elírása
- Chaoyangsaurus
- Charonosaurus
- Chasmosaurus
- Chassternbergia – az Edmontonia fiatalabb szinonimája
- Chebsaurus
- Cheneosaurus – a Hypacrosaurus fiatalabb szinonimája
- Chialingosaurus
- Chiayusaurus
- Chienkosaurus – valójában egy kiméra, amely egy krokodil és egy theropoda (egy Szechuanosaurus) maradványából lett összeállítva
- „Chihuahuasaurus” – nomen nudum; Sonorasaurus
- Chilantaisaurus
- Chilesaurus
- Chindesaurus
- Chingkankousaurus
- Chinshakiangosaurus
- Chirostenotes
- Chondrosteosaurus
- Chondrosteus[6][7] – az Chondrosteosaurus elírása
- Chromogisaurus
- Chuandongocoelurus
- Chuanjiesaurus
- Chuanqilong
- Chubutisaurus
- Chungkingosaurus
- Chuxiongosaurus
- „Cinizasaurus” – nomen nudum
- Cionodon
- Citipati
- Cladeiodon – valójában egy nem dinoszaurusz rauisuchia (egy Teratosaurus)
- Claorhynchus – feltehetően egy Triceratops
- Claosaurus
- Clarencea – valójában egy sphenosuchia (egy Sphenosuchus)
- Clasmodosaurus
- Clepsysaurus – valójában egy nem dinoszaurusz archosaurus, kivéve C. fraserianust, amely a Palaeosaurus törzsfejlődéséhez tartozik.
- „Clevelanotyrannus” – nomen nudum; Nanotyrannus
- Coahuilaceratops
- Coelophysis
- „Coelosaurus” – foglalt név, jelenleg Ornithomimusként és Archaeornithomimusként ismert
- Coeluroides
- Coelurosauravus – valójában egy avicephala diapsida
- „Coelurosaurus” – nomen nudum, valószínűleg a „coelurosaurus” tipográfiai hibás alakja
- Coelurus
- Colepiocephale
- Colonosaurus – az Ichthyornis dispar nevű madár fiatalabb szinonimája
- „Coloradia” – foglalt név, jelenleg Coloradisaurusként ismert
- Coloradisaurus
- „Colossosaurus” – nomen nudum; Pelorosaurus
- „Comanchesaurus” – nomen nudum
- Compsognathus
- Compsosuchus
- Concavenator
- Conchoraptor
- Condorraptor
- Corythosaurus
- Craspedodon
- Crataeomus – a Struthiosaurus fiatalabb szinonimája
- Craterosaurus
- Creosaurus – az Allosaurus fiatalabb szinonimája
- Crichtonsaurus
- Cristatusaurus
- Crosbysaurus – valójában egy nem dinoszaurusz archosauriformes
- Cruxicheiros
- Cryolophosaurus
- Cryptodraco – a Cryptosaurus fiatalabb szinonimája (szükségtelen helyettesítő név)
- „Cryptoraptor” – nomen nudum
- Cryptosaurus
- Cryptovolans – a Microraptor fiatalabb szinonimája
- Cumnoria
- „Cylindricodon” – foglalt név, jelenleg Hylaeosaurusként ismert
- Cystosaurus – valójában egy krokodil, melyet egy tipográfiai hiba következtében összetévesztettek a Cryptosaurusszal.

## D
| Tartalomjegyzék: | A B C D E F G H I J K L M N O P Q R S T U V W X Y Z – Lásd még |

- Daanosaurus
- Dacentrurus
- „Dachongosaurus”[5] – nomen nudum

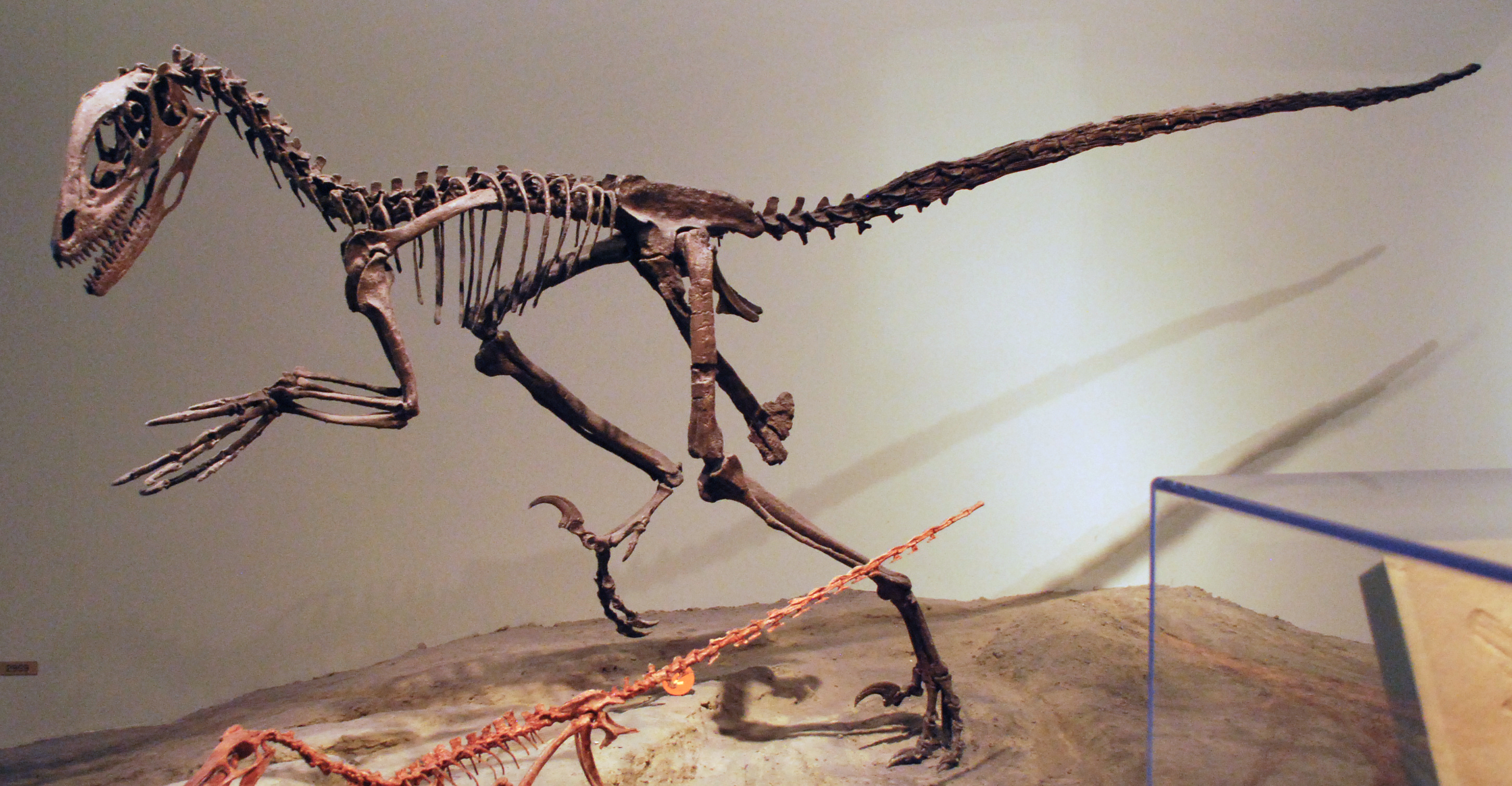
A Deinonychus csontváza

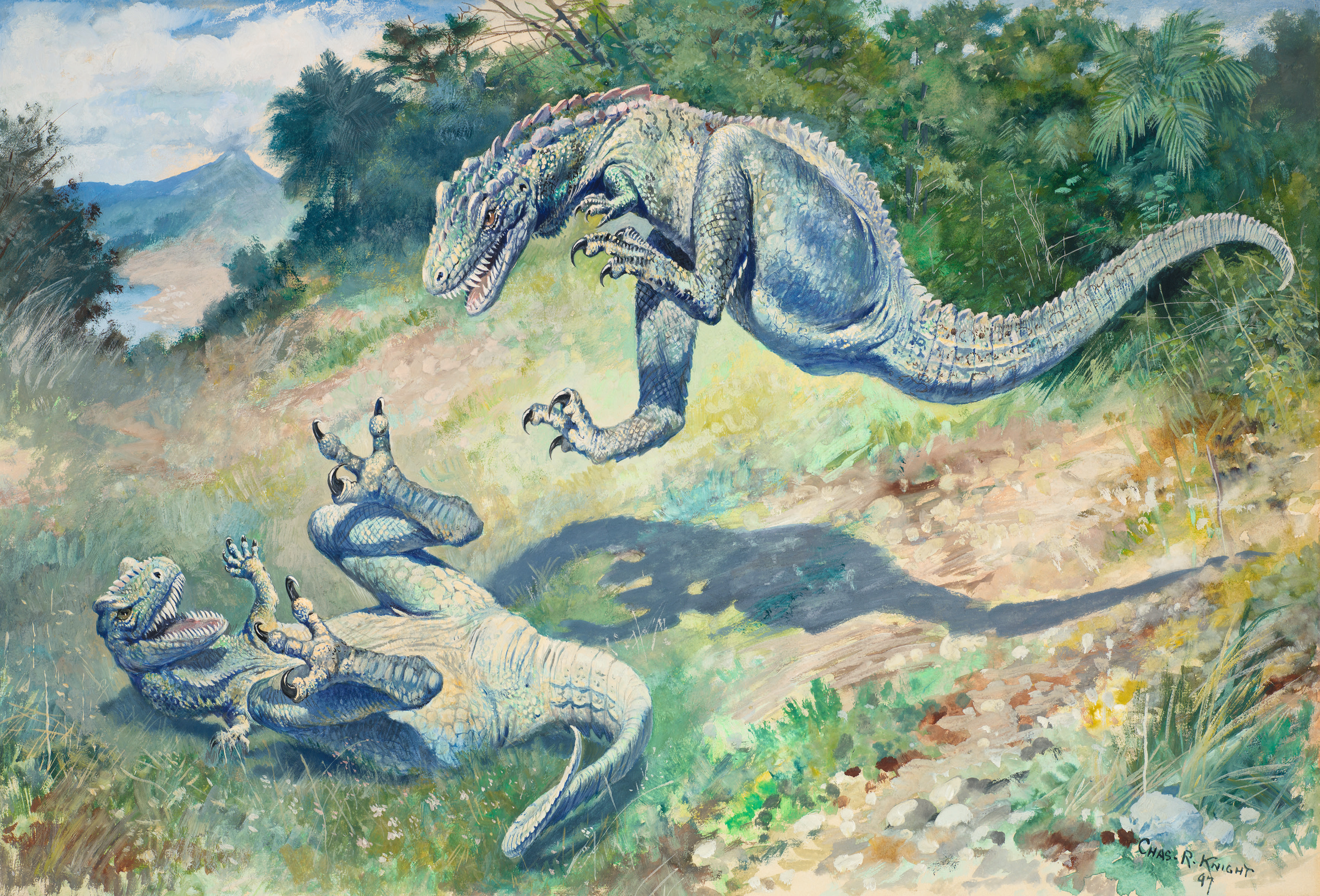
Charles R. Knight 1897-ben készült festménye a két harcoló „Laelapsról” (mai nevén Dryptosaurus)

- „Dachungosaurus” – a „Dachongosaurus” más írásmódja
- Daemonosaurus
- Dahalokely
- Dakosaurus – valójában egy metriorhynchida krokodil
- Dakotadon
- Dakotaraptor
- „Damalasaurus” – nomen nudum
- Dandakosaurus
- Danubiosaurus – a Struthiosaurus fiatalabb szinonimája
- „Daptosaurus” – nomen nudum; a Deinonychus korai kéziratos neve
- Dashanpusaurus
- Daspletosaurus
- Dasygnathoides – valójában egy nem dinoszaurusz archosaurus, az Ornithosuchus fiatalabb szinonimája
- „Dasygnathus” – foglalt név, jelenleg Dasygnathoidesként ismert
- Datousaurus
- Daxiatitan
- Deinocheirus
- Deinodon – feltehetően egy Gorgosaurus
- Deinonychus
- Delapparentia[8]
- Deltadromeus
- Demandasaurus
- Denversaurus – az Edmontonia fiatalabb szinonimája
- Deuterosaurus – valójában egy therapsida
- Diabloceratops
- Diamantinasaurus
- Dianchungosaurus – valójában egy krokodil
- „Diceratops” – foglalt név, jelenleg Nedoceratopsként ismert
- Diceratus – a Nedoceratops fiatalabb szinonimája
- Diclonius
- Dicraeosaurus
- Didanodon – a Lambeosaurus feltételezett fiatalabb szinonimája
- Dilong
- Dilophosaurus
- Dimodosaurus – a Plateosaurus fiatalabb szinonimája
- Dinheirosaurus
- Dinodocus
- „Dinosaurus” – foglalt név, jelenleg Plateosaurus fiatalabb szinonimája
- Dinotyrannus – a Tyrannosaurus fiatalabb szinonimája
- Diplodocus
- Diplotomodon
- Diracodon – a Stegosaurus fiatalabb szinonimája
- Dolichosuchus
- Dollodon
- „Domeykosaurus” – nomen nudum
- Dongbeititan
- Dongyangosaurus
- Doratodon – valójában egy krokodil
- Doryphorosaurus – a Kentrosaurus fiatalabb szinonimája (szükségtelen helyettesítő név)
- Draconyx
- Dracopelta
- Dracorex – feltehetően egy fiatal Pachycephalosaurus
- Dracovenator
- Dravidosaurus – valójában egy plezioszaurusz
- Dreadnoughtus
- Drinker
- Dromaeosauroides
- Dromaeosaurus
- Dromiceiomimus
- Dromicosaurus – a Massospondylus fiatalabb szinonimája
- Drusilasaura
- Dryosaurus
- Dryptosauroides
- Dryptosaurus
- Dubreuillosaurus
- Duriatitan
- Duriavenator
- Dynamosaurus – a Tyrannosaurus fiatalabb szinonimája
- Dyoplosaurus
- Dysalotosaurus – a Dryosaurus fiatalabb szinonimája
- Dysganus
- Dyslocosaurus
- Dystrophaeus
- Dystylosaurus – a Supersaurus fiatalabb szinonimája

## E
| Tartalomjegyzék: | A B C D E F G H I J K L M N O P Q R S T U V W X Y Z – Lásd még |

- Echinodon
- Edmarka
- Edmontonia
- Edmontosaurus
- Efraasia
- Einiosaurus
- Ekrixinatosaurus

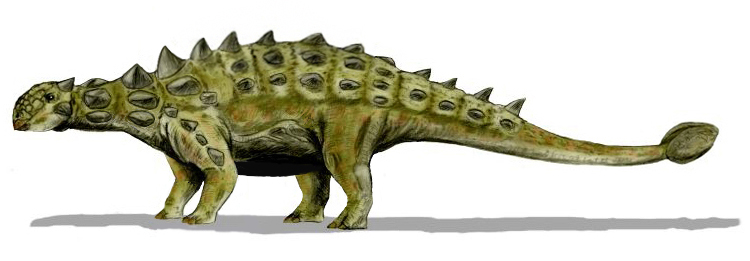
Az Euoplocephalus rekonstrukciója

- Elachistosuchus – egy rhynchocephalia
- Elaphrosaurus
- Elmisaurus
- Elopteryx
- Elosaurus – az Apatosaurus fiatalabb szinonimája
- Elrhazosaurus
- „Elvisaurus” – nomen nudum; Cryolophosaurus
- Emausaurus
- Embasaurus
- Empaterias – az Epanterias elírása
- Enigmosaurus
- Eoabelisaurus
- Eobrontosaurus
- Eocarcharia
- Eoceratops – a Chasmosaurus fiatalabb szinonimája
- Eocursor
- Eodromaeus
- „Eohadrosaurus” – nomen nudum; Eolambia
- Eolambia
- Eolosaurus[5] – az Aeolosaurus fiatalabb szinonimája
- Eomamenchisaurus
- Eoraptor
- Eosinopteryx
- Eotriceratops
- Eotyrannus
- Epachthosaurus
- Epanterias – feltehetően egy Allosaurus
- „Ephoenosaurus” – nomen nudum; Machimosaurus (egy krokodil)
- Epicampodon – valójában egy proterosuchida archosauriformes
- Epichirostenotes
- Epidendrosaurus
- Epidexipteryx
- Equijubus
- Erectopus
- Erketu
- Erliansaurus
- Erlicosaurus – az Erlikosaurus elírása
- Erlikosaurus
- Eshanosaurus
- „Euacanthus” – nomen nudum; a Polacanthus fiatalabb szinonimája
- Eucamerotus
- Eucentrosaurus – a Centrosaurus fiatalabb szinonimája (szükségtelen helyettesítő név)
- Eucercosaurus – feltehetően egy Anoplosaurus
- Eucnemesaurus
- Eucoelophysis – valójában egy nem dinoszaurusz dinosauromorpha
- „Eugongbusaurus” – nomen nudum
- Euhelopus
- Euoplocephalus
- Eupodosaurus – egy nothosaurus, a Lariosaurus szinonimája
- „Eureodon” – nomen nudum; Tenontosaurus
- Eurolimnornis – feltehetően egy madár
- Euronychodon
- Europasaurus
- Euskelosaurus
- Eustreptospondylus

## F
| Tartalomjegyzék: | A B C D E F G H I J K L M N O P Q R S T U V W X Y Z – Lásd még |

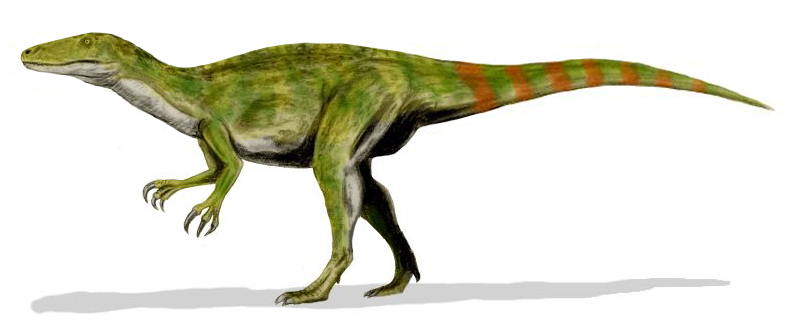
A Fukuiraptor rekonstrukciója

- Fabrosaurus – feltehetően egy Lesothosaurus
- Falcarius
- „Fenestrosaurus” – nomen nudum; Oviraptor
- Ferganasaurus
- Ferganocephale
- Frenguellisaurus – a Herrerasaurus fiatalabb szinonimája
- Fruitadens
- Fukuiraptor
- Fukuisaurus
- Fukuititan
- Fulengia
- Fulgurotherium
- „Fusinasus” – nomen nudum; Eotyrannus
- Fusuisaurus
- „Futabasaurus” – nomen nudum; nem összetévesztendő a korábban elnevezett plezioszaurusszal, a Futabasaurusszal.
- Futalognkosaurus
- „Futalongkosaurus” – a Futalognkosaurus más írásmódja

## G
| Tartalomjegyzék: | A B C D E F G H I J K L M N O P Q R S T U V W X Y Z – Lásd még |

- „Gadolosaurus” – nomen nudum

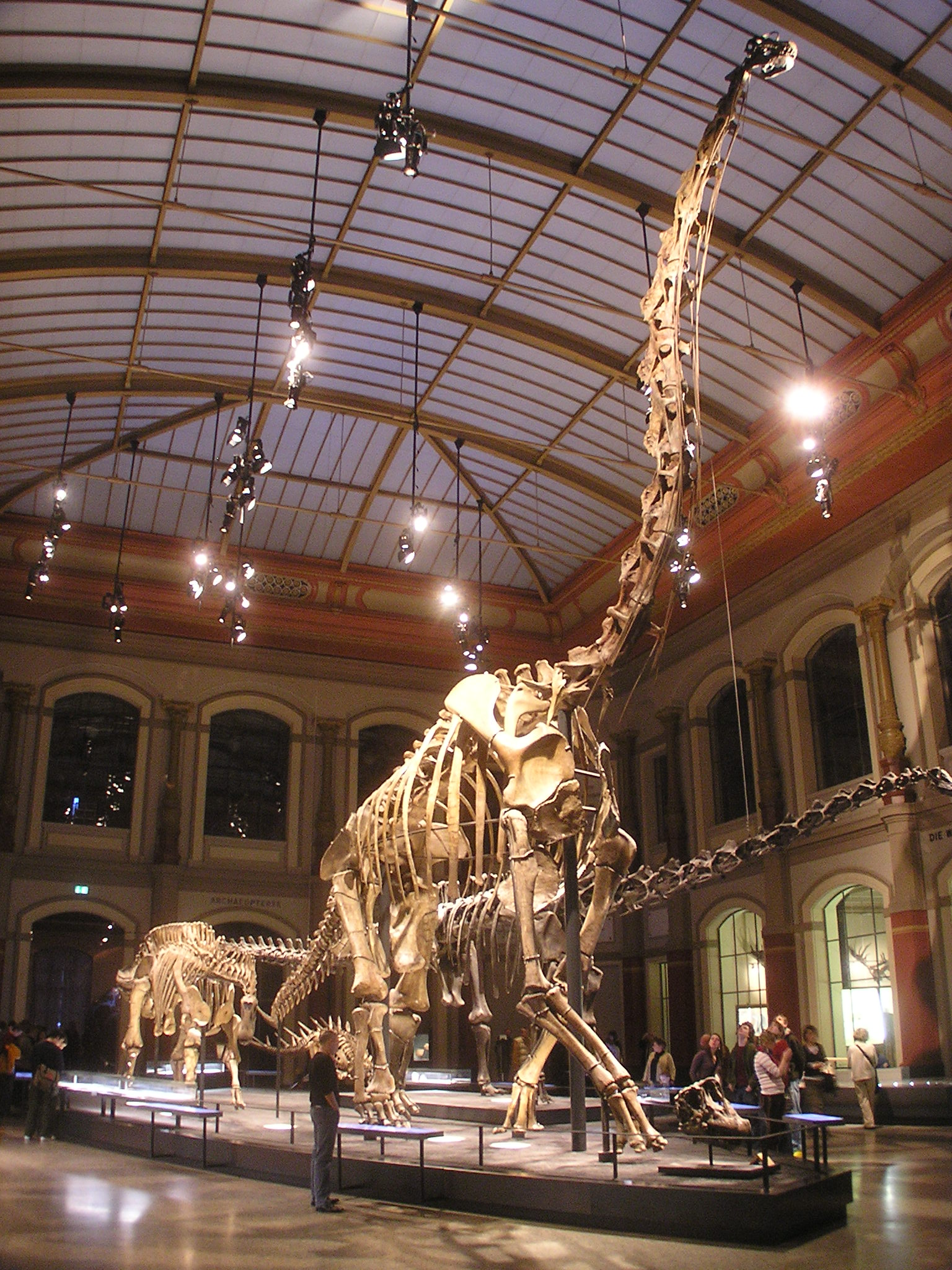
A Giraffatitan csontváza

- Galesaurus – valójában egy therapsida
- Gallimimus
- Galtonia – valójában egy pseudosuchia; a Revueltosaurus feltételezett fiatalabb szinonimája
- Galveosaurus
- Galvesaurus – a Galveosaurus fiatalabb szinonimája
- „Gansutitan” - nomen nudum; Daxiatitan
- Gargoyleosaurus
- Garudimimus
- Gasosaurus
- Gasparinisaura
- Gastonia
- „Gavinosaurus” – nomen nudum; Eotyrannus
- Geminiraptor
- Genusaurus
- Genyodectes
- Geranosaurus
- Giganotosaurus
- Gigantoraptor
- Gigantosaurus Seeley, 1869
- „Gigantosaurus” E. Fraas, 1908 – foglalt név, jelenleg Tornieriaként, Malawisaurusként és Janenschiaként ismert
- Gigantoscelus – az Euskelosaurus fiatalabb szinonimája
- Gigantspinosaurus
- Gilmoreosaurus
- „Ginnareemimus” – nomen nudum; Kinnareemimus
- Giraffatitan
- Glacialisaurus
- Glishades
- Glyptodontopelta
- Gobiceratops
- Gobipteryx – valójában egy enantiornithes madár
- Gobisaurus
- Gobititan
- Gobivenator
- „Godzillasaurus” – nomen nudum; Gojirasaurus
- Gojirasaurus
- Gondwanatitan
- Gongbusaurus
- Gongxianosaurus
- Gorgosaurus
- Goyocephale
- Graciliceratops
- Graciliraptor
- Gracilisuchus – valójában egy nem dinoszaurusz archosaurus
- „Gravisaurus” – nomen nudum; Lurdusaurus
- Gravitholus
- Gresslyosaurus – a Plateosaurus fiatalabb szinonimája
- Griphornis – az Archaeopteryx nevű madár fiatalabb szinonimája
- Griphosaurus – az Archaeopteryx nevű madár fiatalabb szinonimája
- „Gripposaurus” – nomen nudum; „Gyposaurus” sinensis
- Gryphoceratops
- „Gryphognathus” – nomen nudum; Gryphoceratops
- Gryponyx
- Gryposaurus
- Guaibasaurus
- Guanlong
- Gwyneddosaurus – egy tanystrophida
- Gyposaurus – a Massospondylus fiatalabb szinonimája

## H
| Tartalomjegyzék: | A B C D E F G H I J K L M N O P Q R S T U V W X Y Z – Lásd még |

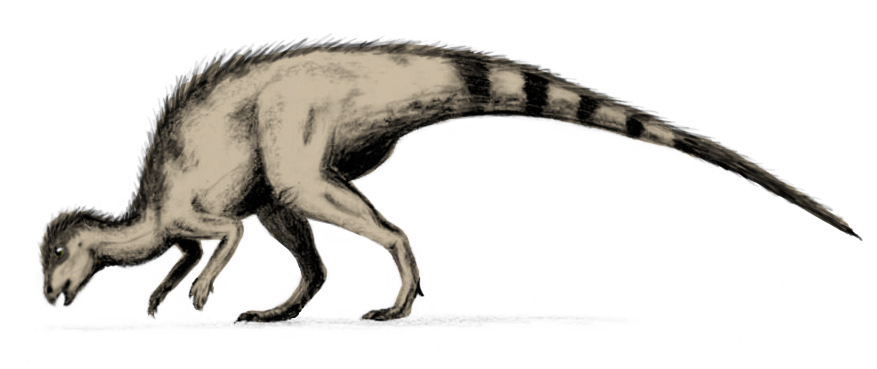
A Hypsilophodon művészi rekonstrukciója

- „Hadrosauravus” – nomen nudum; a Gryposaurus fiatalabb szinonimája
- Hadrosaurus
- Hagryphus
- Hallopus – valójában egy krokodil
- Halticosaurus
- Hanssuesia
- „Hanwulosaurus” – nomen nudum
- Haplocanthosaurus
- „Haplocanthus” – foglalt név, jelenleg Haplocanthosaurusként ismert
- Haplocheirus
- Harpymimus
- Haya
- Hecatasaurus – a Telmatosaurus fiatalabb szinonimája
- „Heilongjiangosaurus” – nomen nudum
- Heishansaurus
- Helioceratops
- „Helopus” – foglalt név, jelenleg Euhelopusként ismert
- Heptasteornis
- Herbstosaurus – valójában egy pteroszaurusz
- Herrerasaurus
- Hesperonychus
- Hesperosaurus
- Heterodontosaurus
- Heterosaurus – az Iguanodon fiatalabb szinonimája
- Hexinlusaurus
- Heyuannia
- Hierosaurus – a Nodosaurus fiatalabb szinonimája
- Hikanodon – az Iguanodon fiatalabb szinonimája
- Hippodraco
- „Hironosaurus” – nomen nudum
- „Hisanohamasaurus” – nomen nudum
- Histriasaurus
- Homalocephale
- „Honghesaurus” – nomen nudum; Yandusaurus
- Hongshanosaurus
- Hoplitosaurus
- Hoplosaurus – a Struthiosaurus fiatalabb szinonimája
- Hortalotarsus – a Massospondylus fiatalabb szinonimája
- Huabeisaurus
- Huanansaurus
- Huanghetitan
- Huaxiagnathus
- „Huaxiasaurus” – nomen nudum; Huaxiagnathus
- Huayangosaurus
- Hudiesaurus
- Huehuecanauhtlus
- Hulsanpes – feltehetően egy madár

- Hungarosaurus
- Hylaeosaurus

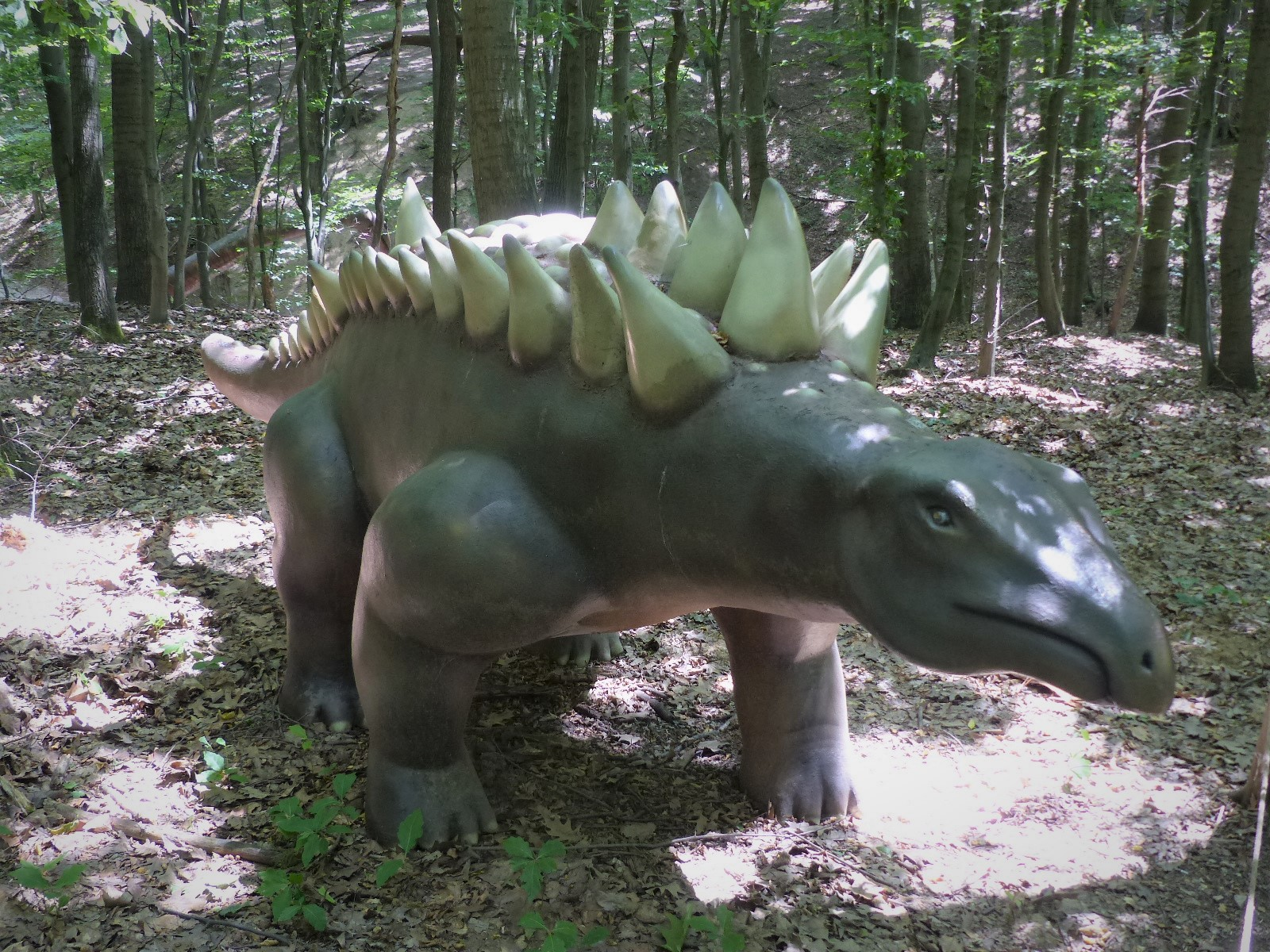
Hungarosaurus

- Hylosaurus – a Hylaeosaurus fiatalabb szinonimája
- Hypacrosaurus
- „Hypselorhachis” – nomen nudum
- Hypselosaurus
- Hypselospinus
- Hypsibema
- Hypsilophodon
- Hypsirophus – a Stegosaurus feltételezett fiatalabb szinonimája

## I
| Tartalomjegyzék: | A B C D E F G H I J K L M N O P Q R S T U V W X Y Z – Lásd még |

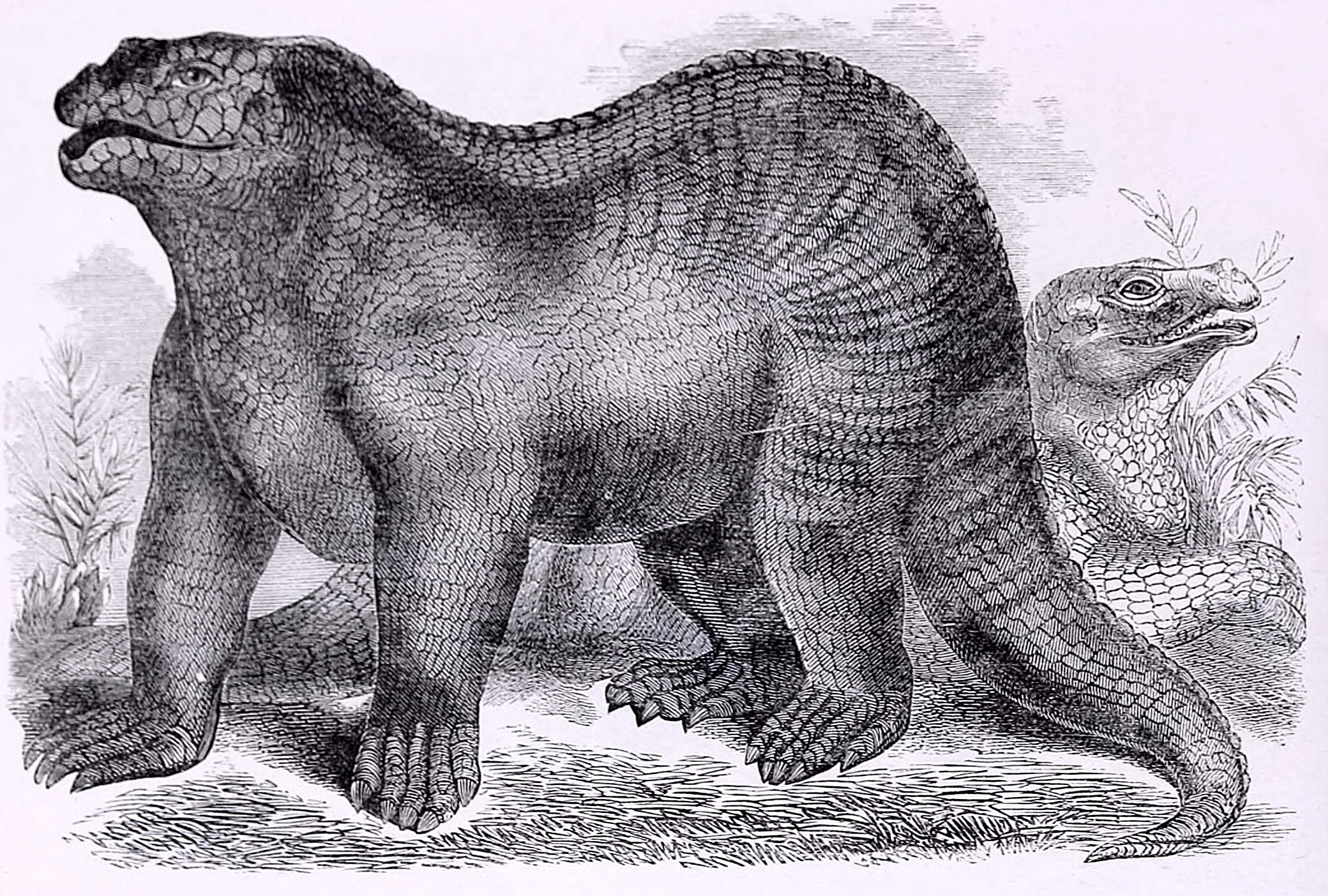
Egy korai, pontatlan vázlat két Iguanodonról

- „Ichabodcraniosaurus” – nomen nudum; valószínűleg egy Velociraptor
- Ichthyovenator
- Ignavusaurus
- Iguanacolossus
- Iguanodon
- „Iguanoides” – nomen nudum; Iguanodon
- „Iguanosaurus” – nomen nudum; Iguanodon
- Iliosuchus
- Ilokelesia
- Incisivosaurus
- Indosaurus
- Indosuchus
- „Ingenia” – foglalt név, jelenleg Ajancingeniaként ismert
- Inosaurus
- Irritator
- Isanosaurus
- Ischisaurus – a Herrerasaurus fiatalabb szinonimája
- „Ischyrosaurus” – foglalt név, még nem került átnevezésre
- Isisaurus
- „Issasaurus” – nomen nudum; Dicraeosaurus
- Itemirus
- Iuticosaurus

## J
| Tartalomjegyzék: | A B C D E F G H I J K L M N O P Q R S T U V W X Y Z – Lásd még |

- Jainosaurus
- Jaklapallisaurus
- Janenschia
- Jaxartosaurus
- Jeholornis – valójában egy madár
- Jeholosaurus

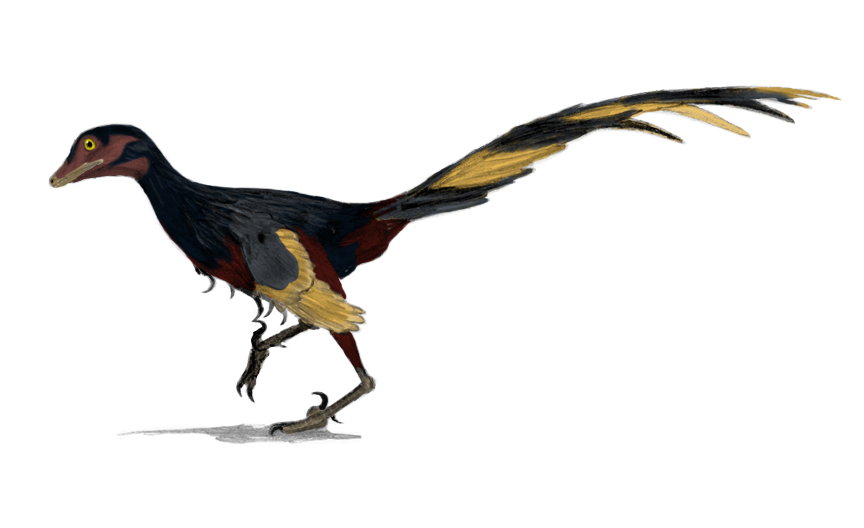
A Jinfengopteryx rekonstrukciója

- Jenghizkhan – a Tarbosaurus fiatalabb szinonimája
- „Jensenosaurus” – nomen nudum; Supersaurus
- Jeyawati
- „Jiangjunmiaosaurus” – nomen nudum; Monolophosaurus
- Jiangjunosaurus
- Jiangshanosaurus
- Jinfengopteryx
- Jingshanosaurus
- Jintasaurus
- Jinzhousaurus
- Jiutaisaurus
- Jixiangornis – valójában egy madár
- Jobaria
- Jubbulpuria
- Jurapteryx – az Archaeopteryx nevű madár fiatalabb szinonimája
- „Jurassosaurus” – nomen nudum; Tianchisaurus
- Juratyrant
- Juravenator
- Jutaraptor

## K
| Tartalomjegyzék: | A B C D E F G H I J K L M N O P Q R S T U V W X Y Z – Lásd még |

- „Kagasaurus” – nomen nudum
- Kaijiangosaurus
- Kakuru
- Kangnasaurus
- Karongasaurus
- „Katsuyamasaurus” – nomen nudum
- Kayentavenator
- Kelmayisaurus
- Kemkemia
- Kentrosaurus

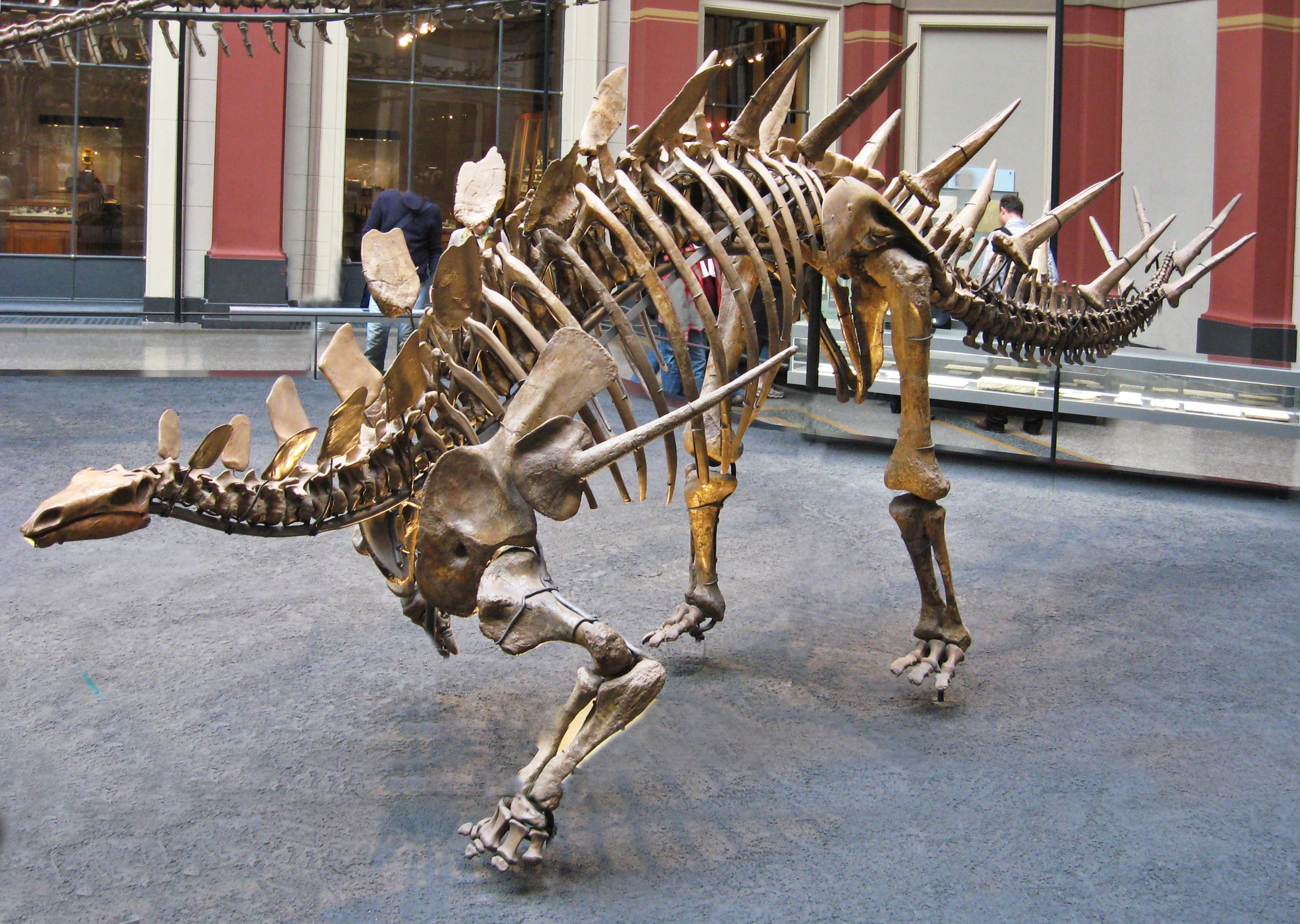
A Kentrosaurus csontváza

- Kentrurosaurus – a Kentrosaurus fiatalabb szinonimája (szükségtelen helyettesítő név)
- Kerberosaurus
- Khaan
- „Khateranisaurus”[9] – a „Khetranisaurus” elírása
- Khetranisaurus
- Kileskus
- Kinnareemimus
- „Kitadanisaurus” – nomen nudum; Fukuiraptor
- „Kittysaurus” – nomen nudum; Eotyrannus
- Klamelisaurus
- Kol
- Koparion
- Koreaceratops
- Koreanosaurus Huh et al., 2011
- „Koreanosaurus” Kim, 1979 – nomen nudum; később egy ornithopoda nem hivatalos neve lett
- „Koreasaurus”[5] – nomen nudum; valószínűleg a „Koreanosaurus” más írásmódja
- Kosmoceratops
- Kotasaurus
- Koutalisaurus
- Kritosaurus
- Kryptops
- Krzyzanowskisaurus – valószínűleg egy pseudosuchia (?Revueltosaurus)
- Kukufeldia
- Kulceratops
- Kulindadromeus
- Kundurosaurus
- Kunmingosaurus – lehetséges nomen nudum
- Kuszholia – valószínűleg egy madár

## L
| Tartalomjegyzék: | A B C D E F G H I J K L M N O P Q R S T U V W X Y Z – Lásd még |

- Labocania

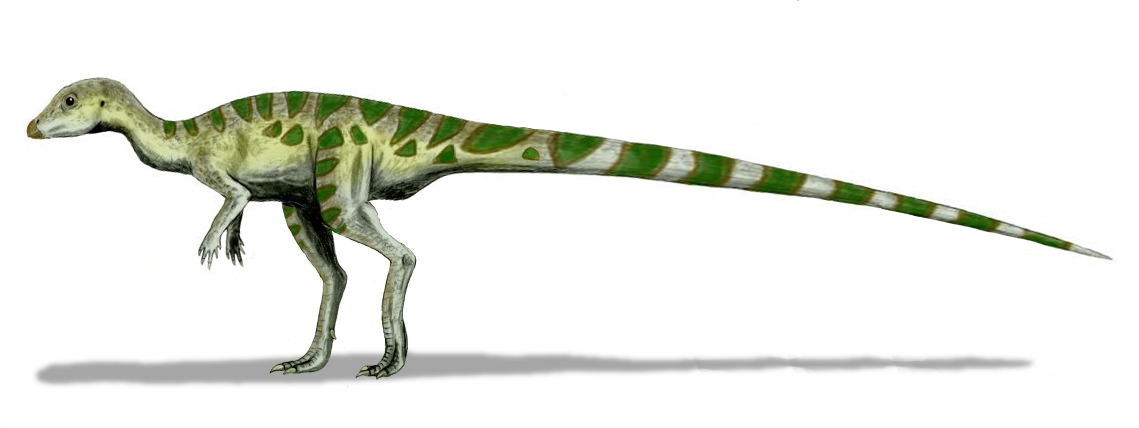
A Leaellynasaura rekonstrukciója

- Labrosaurus – az Allosaurus fiatalabb szinonimája
- „Laelaps” – foglalt név, jelenleg Dryptosaurusként ismert
- Laevisuchus
- Lagerpeton – valójában egy nem dinoszaurusz dinosauromorpha
- Lagosuchus – valójában egy nem dinoszaurusz dinosauromorpha
- Lamaceratops
- Lambeosaurus
- Lametasaurus
- Lamplughsaura
- Lanasaurus
- „Lancangjiangosaurus”[5] – a „Lancanjiangosaurus” más írásmódja
- „Lancangosaurus” – a „Lancanjiangosaurus” más írásmódja
- „Lancanjiangosaurus” – nomen nudum
- Lanzhousaurus
- Laornis – valójában egy madár
- Laosaurus
- Laplatasaurus
- Lapparentosaurus
- Laquintasaura
- Leaellynasaura
- Leinkupal
- Leipsanosaurus – a Struthiosaurus fiatalabb szinonimája
- „Lengosaurus” – nomen nudum; Eotyrannus
- Leonerasaurus
- Leptoceratops
- Leptospondylus – a Massospondylus fiatalabb szinonimája
- Leshansaurus
- Lesothosaurus
- Lessemsaurus
- Levnesovia
- Lewisuchus – valójában egy nem dinoszaurusz dinosauromorpha
- Lexovisaurus
- Leyesaurus[10]
- Liaoceratops
- Liaoningosaurus
- „Liassaurus” – nomen nudum
- Libycosaurus – valójában egy anthracotheriida emlős
- Ligabueino
- Ligabuesaurus
- „Ligomasaurus” – nomen nudum, valószínűleg egy Brachiosaurus vagy egy Giraffatitan
- „Likhoelesaurus” – nomen nudum; feltehetően nem dinoszaurusz
- Liliensternus
- Limaysaurus
- „Limnornis” – foglalt név, jelenleg Eurolimnornis és Palaeocursornis madárként ismert
- „Limnosaurus” – foglalt név, jelenleg Telmatosaurusként ismert
- Limusaurus
- Linhenykus
- Linheraptor
- Linhevenator
- Lirainosaurus
- Lisboasaurus – valójában egy krokodil
- Liubangosaurus
- Loncosaurus
- Longisquama – valójában egy nem dinoszaurusz hüllő
- Longosaurus – a Coelophysis fiatalabb szinonimája
- Lophorhothon
- Lophostropheus
- Loricatosaurus
- Loricosaurus – a Neuquensaurus feltételezett fiatalabb szinonimája
- Losillasaurus
- Lourinhanosaurus
- Lourinhasaurus
- Luanchuanraptor
- „Luanpingosaurus” – nomen nudum; Psittacosaurus
- Lucianosaurus – valójában egy nem dinoszaurusz archosauriformes
- Lufengocephalus – a Lufengosaurus fiatalabb szinonimája
- Lufengosaurus
- Lukousaurus
- Luoyanggia
- Lurdusaurus
- Lusitanosaurus
- Lusotitan
- Lycorhinus
- Lythronax

## M
| Tartalomjegyzék: | A B C D E F G H I J K L M N O P Q R S T U V W X Y Z – Lásd még |

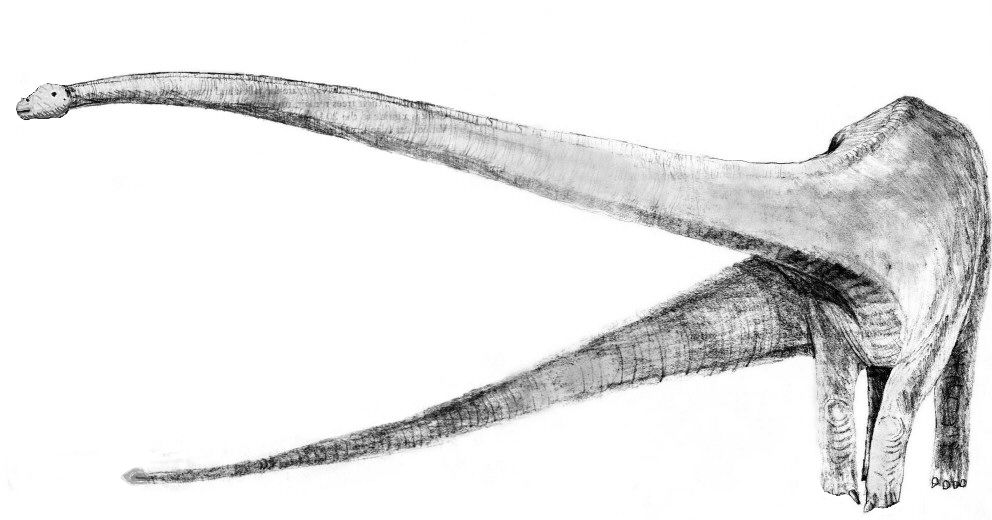
A sauropodák közé tartozó Mamenchisaurus rajza

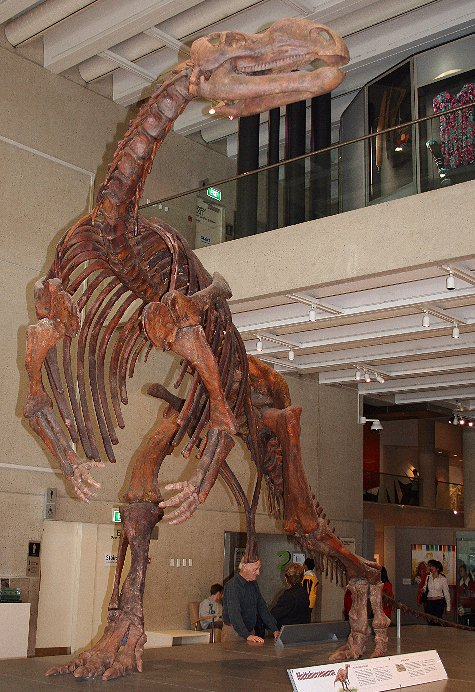
A Muttaburrasaurus felállított csontváza

- Macelognathus – valójában egy sphenosuchia krokodil
- Machairasaurus
- Macrodontophion
- Macrogryphosaurus
- Macrophalangia – a Chirostenotes fiatalabb szinonimája
- „Macroscelosaurus” – nomen nudum; a Tanystropheus feltételezett fiatalabb szinonimája
- Macrurosaurus
- „Madsenius” – nomen nudum
- Magnirostris
- Magnosaurus
- „Magulodon” – nomen nudum
- Magyarosaurus
- Mahakala
- Maiasaura
- Majungasaurus
- Majungatholus – a Majungasaurus feltételezett fiatalabb szinonimája
- Malarguesaurus
- Malawisaurus
- Maleevosaurus – a Tarbosaurus fiatalabb szinonimája
- Maleevus
- Mamenchisaurus
- „Manidens” – nomen nudum
- Mandschurosaurus
- Manospondylus – a Tyrannosaurus szinonimája
- Mantellisaurus
- Mapusaurus
- Marasuchus – valójában egy nem dinoszaurusz dinosauromorpha
- Marisaurus
- Marmarospondylus – a Bothriospondylus feltételezett fiatalabb szinonimája
- Marshosaurus
- Masiakasaurus
- Massospondylus
- Maxakalisaurus
- Medusaceratops
- „Megacervixosaurus” – nomen nudum
- „Megadactylus” – foglalt név, jelenleg Anchisaurusként ismert
- „Megadontosaurus” – nomen nudum; Microvenator
- Megalosaurus
- Megapnosaurus
- Megaraptor
- Mei
- Melanorosaurus
- Mendozasaurus
- Mercuriceratops
- „Merosaurus” – nomen nudum
- Metriacanthosaurus
- „Microcephale” – nomen nudum
- „Microceratops” – foglalt név, jelenleg Microceratusként ismert
- Microceratus
- Microcoelus – a Saltasaurus fiatalabb szinonimája
- „Microdontosaurus” – nomen nudum
- Microhadrosaurus
- Micropachycephalosaurus
- Microraptor
- Microsaurops – a Saltasaurus fiatalabb szinonimája
- Microvenator
- „Mifunesaurus” – nomen nudum
- Minmi
- Minotaurasaurus
- Miragaia
- Mirischia
- „Moabosaurus” – nomen nudum
- Mochlodon
- „Mohammadisaurus” – nomen nudum; Tornieria
- Mojoceratops
- Mongolosaurus
- Monkonosaurus
- Monoclonius
- Monolophosaurus
- „Mononychus” – foglalt név, jelenleg Mononykusként ismert
- Mononykus
- Montanoceratops
- Morinosaurus
- Morosaurus – a Camarasaurus fiatalabb szinonimája
- „Moshisaurus” – nomen nudum; ?Mamenchisaurus
- „Mtapaiasaurus” – nomen nudum, valószínűleg egy Brachiosaurus vagy egy Giraffatitan
- „Mtotosaurus” – nomen nudum; Dicraeosaurus
- Mussaurus
- Muttaburrasaurus
- Muyelensaurus
- Mymoorapelta

## N
| Tartalomjegyzék: | A B C D E F G H I J K L M N O P Q R S T U V W X Y Z – Lásd még |

- Naashoibitosaurus
- Nambalia
- Nanningosaurus
- Nanosaurus

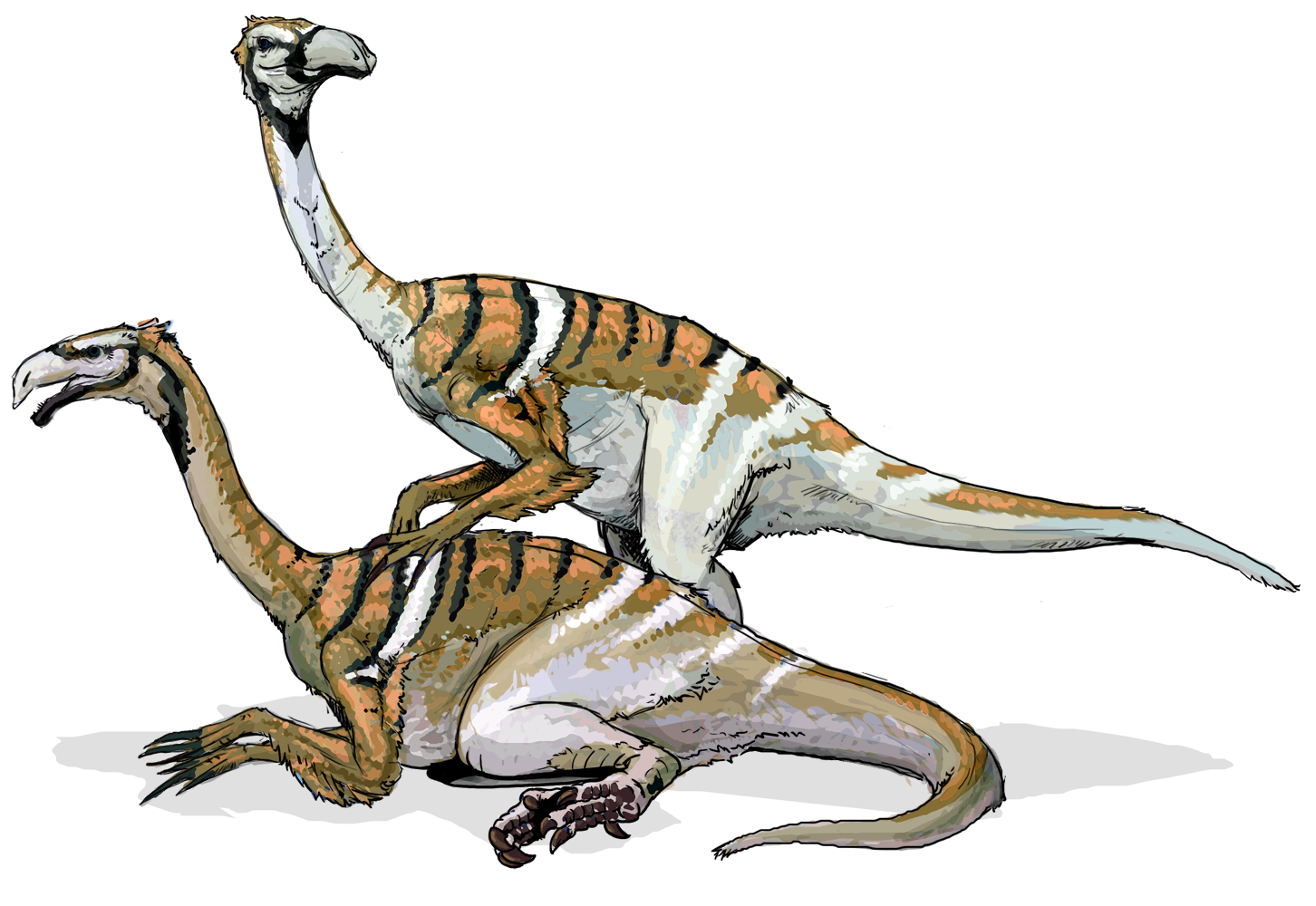
Egy Nanshiungosaurus pár művészi rekonstrukciója

- Nanotyrannosaurus – a Nanotyrannus elírása
- Nanotyrannus – lehetséges, hogy egy fiatal Tyrannosaurus vagy más tyrannosaurida[11]
- Nanshiungosaurus
- Nanuqsaurus
- Nanyangosaurus
- Narambuenatitan
- Nasutoceratops
- „Nectosaurus” – foglalt név, jelenleg Kritosaurusként ismert
- Nedcolbertia
- Nedoceratops
- Neimongosaurus
- „Nemegtia” – foglalt név, jelenleg Nemegtomaiaként ismert
- Nemegtomaia
- Nemegtosaurus
- „Neosaurus” – foglalt név, jelenleg Parrosaurusként ismert (a Hypsibema feltételezett fiatalabb szinonimája)
- Neosodon
- Neovenator
- Neuquenraptor
- Neuquensaurus
- „Newtonsaurus” – nomen nudum
- „Ngexisaurus” – nomen nudum
- Nigersaurus
- „Ninghsiasaurus” – nomen nudum; Pinacosaurus
- Niobrarasaurus
- Nipponosaurus
- Noasaurus
- Nodocephalosaurus
- Nodosaurus
- Nomingia
- Nopcsaspondylus
- Nothronychus
- Notoceratops
- Notocolossus
- Notohypsilophodon
- „Nouerosaurus”[5] – a Nurosaurus más írásmódja
- Nqwebasaurus
- „Nteregosaurus” – nomen nudum; Janenschia
- „Nuoerosaurus” – a Nurosaurus más írásmódja
- „Nuoersaurus” – a Nurosaurus más írásmódja
- „Nurosaurus”[5] – nomen nudum
- Nuthetes
- „Nyasasaurus” – nomen nudum; feltehetően nem dinoszaurusz
- „Nyororosaurus” – nomen nudum; Dicraeosaurus

## O
| Tartalomjegyzék: | A B C D E F G H I J K L M N O P Q R S T U V W X Y Z – Lásd még |

- Ohmdenosaurus
- Ojoceratops
- Ojoraptorsaurus

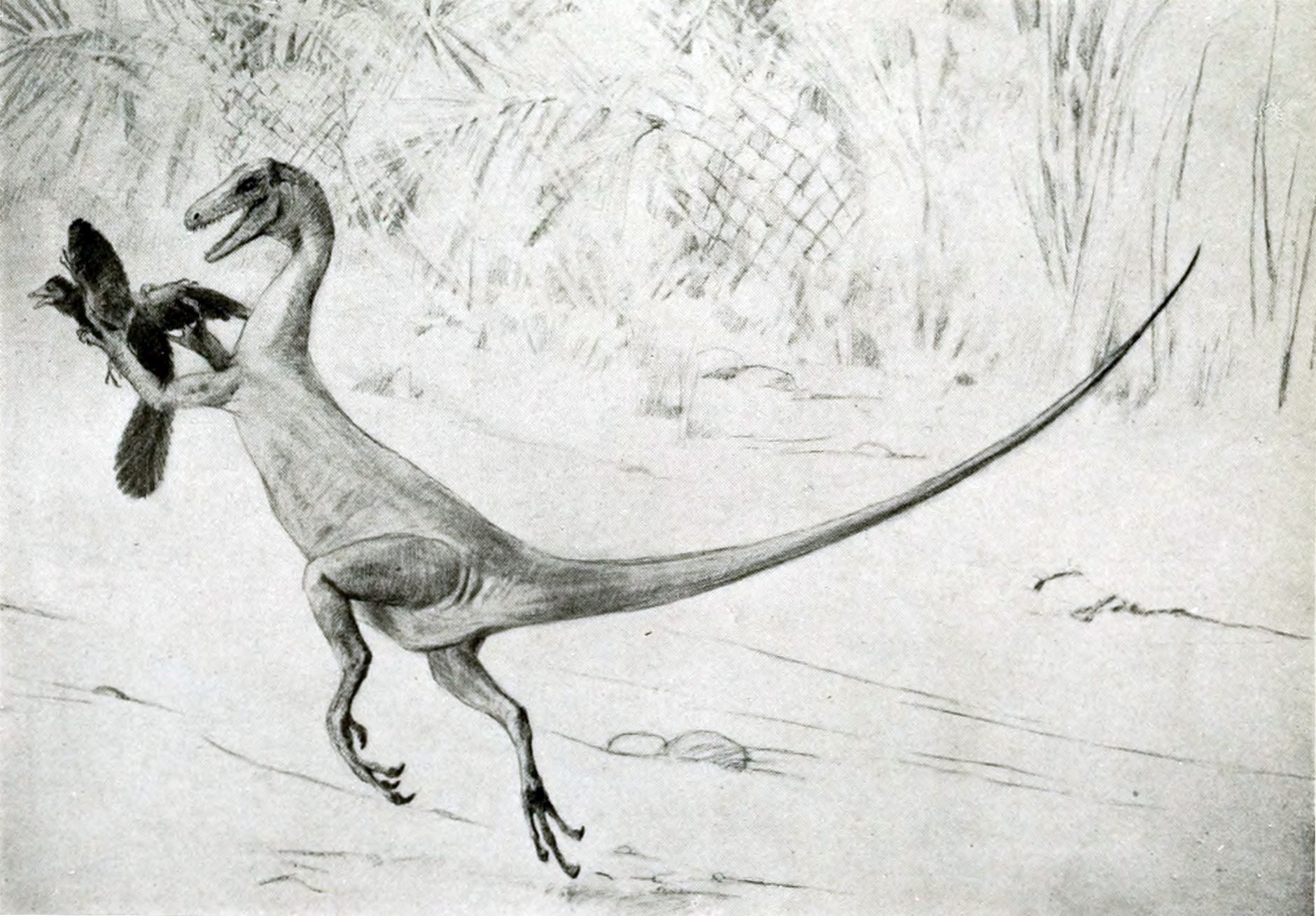
Egy Ornitholestes rajza

- Oligosaurus – a Rhabdodon fiatalabb szinonimája
- Olorotitan
- Omeisaurus
- Omnivoropteryx – valószínűleg egy madár
- „Omosaurus” – foglalt név, jelenleg Dacentrurusként ismert
- Onychosaurus – a Rhabdodon szinonimája, vagy egy kétséges ankylosauria
- Opisthocoelicaudia
- Oplosaurus
- „Orcomimus” – nomen nudum
- Orinosaurus – a Orosaurus fiatalabb szinonimája (szükségtelen helyettesítő név)
- Orkoraptor
- Ornatotholus
- Ornithodesmus
- „Ornithoides” – nomen nudum; Saurornithoides
- Ornitholestes
- Ornithomerus – a Rhabdodon fiatalabb szinonimája
- Ornithomimoides
- Ornithomimus
- Ornithopsis
- Ornithosuchus – valójában egy nem dinoszaurusz archosaurus
- Ornithotarsus – a Hadrosaurus feltételezett fiatalabb szinonimája
- Orodromeus
- Orosaurus – az Euskelosaurus feltételezett fiatalabb szinonimája
- Orthogoniosaurus
- Orthomerus
- Oryctodromeus
- „Oshanosaurus” – nomen nudum
- Osmakasaurus[12]
- Othnielia
- Othnielosaurus
- „Otogosaurus” – nomen nudum
- Ouranosaurus
- Oviraptor
- „Ovoraptor” – nomen nudum; Velociraptor
- Owenodon
- Oxalaia
- Ozraptor

## P
| Tartalomjegyzék: | A B C D E F G H I J K L M N O P Q R S T U V W X Y Z – Lásd még |

- Pachycephalosaurus
- Pachyrhinosaurus

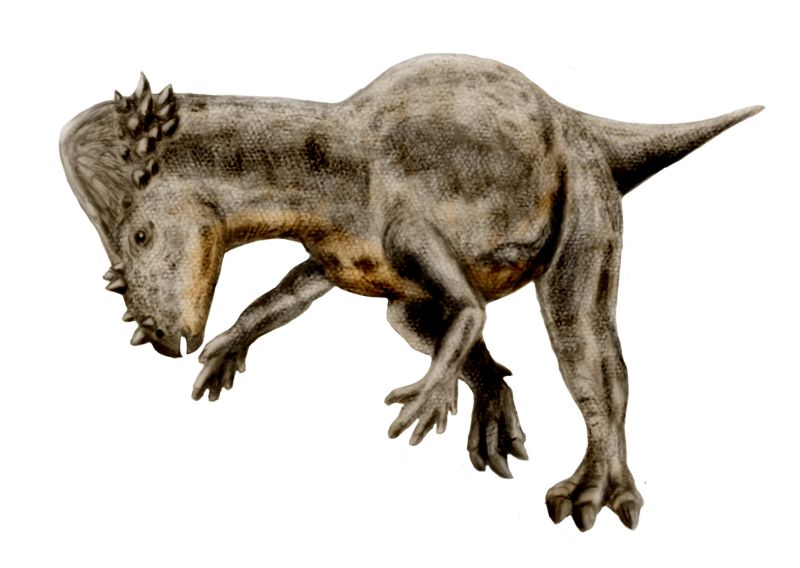
A Pachycephalosaurus rekonstrukciója

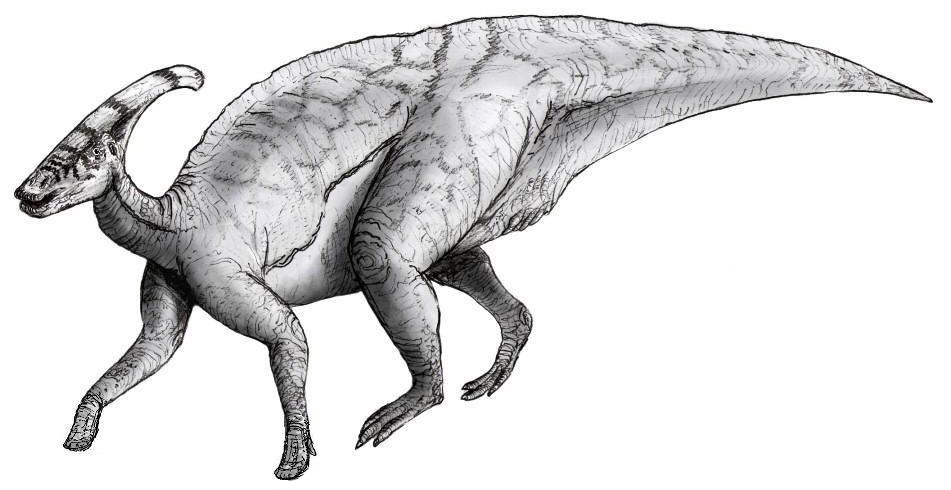
A Parasaurolophus rekonstrukciója.

- Pachysauriscus – a Plateosaurus feltételezett fiatalabb szinonimája
- Pachysaurops – a Plateosaurus feltételezett fiatalabb szinonimája
- „Pachysaurus” – foglalt név, jelenleg Pachysauriscusként ismert; a Plateosaurus feltételezett fiatalabb szinonimája
- Pachyspondylus – a Massospondylus feltételezett fiatalabb szinonimája
- Pakisaurus
- Palaeoctonus – valójában egy phytosaurus
- Palaeocursornis – feltehetően egy madár
- „Palaeolimnornis” – nomen nudum; Palaeocursornis, feltehetően egy madár
- Palaeopteryx – feltehetően egy madár
- Palaeosauriscus – a Paleosaurus fiatalabb szinonimája
- „Palaeosaurus” Riley & Stutchbury, 1836 – foglalt név, jelenleg Paleosaurusként ismert
- „Palaeosaurus” Fitzinger, 1840 – foglalt név, jelenleg Sphenosaurusként ismert, egy nem dinoszaurusz procolophonida
- Palaeoscincus
- Paleosaurus – valójában egy nem dinoszaurusz archosaurus
- Paludititan
- Paluxysaurus – valószínűleg a Sauroposeidon fiatalabb szinonimája
- Pampadromaeus[13]
- Pamparaptor
- Panamericansaurus
- Panoplosaurus
- Panphagia
- Pantydraco
- „Paraiguanodon” – nomen nudum; Bactrosaurus
- Paralititan
- Paranthodon
- Pararhabdodon
- Parasaurolophus
- Pareiasaurus – valójában egy pareiasaurida
- „Parhabdodon”[5] – nomen nudum; a Pararhabdodon  elírása
- Parksosaurus
- Paronychodon
- Parrosaurus – a Hypsibema feltételezett fiatalabb szinonimája
- Parvicursor
- Patagonykus
- Patagosaurus
- „Patricosaurus” – valójában egy kiméra, amely különféle nem dinoszaurusz hüllőkből lett összeállítva
- Pawpawsaurus
- Pectinodon – a Troodon fiatalabb szinonimája
- Pedopenna
- Pegomastax
- Peishansaurus
- Pekinosaurus – valójában egy pseudosuchia; a Revueltosaurus feltételezett fiatalabb szinonimája
- Pelecanimimus
- Pellegrinisaurus
- Peloroplites
- Pelorosaurus
- „Peltosaurus” – foglalt név, jelenleg Sauropeltaként ismert
- Penelopognathus
- Pentaceratops
- Petrobrasaurus[14]
- Phaedrolosaurus
- Phuwiangosaurus
- Phyllodon
- Piatnitzkysaurus
- Picrodon – az Avalonianus fiatalabb szinonimája
- Pinacosaurus
- Pisanosaurus
- Pitekunsaurus
- Piveteausaurus
- Planicoxa
- Plateosauravus
- Plateosaurus
- Platyceratops
- Pleurocoelus – feltehetően egy Astrodon
- Pleuropeltus – a Struthiosaurus fiatalabb szinonimája
- Pneumatoarthrus – valójában egy teknős
- Pneumatoraptor
- Podokesaurus
- Poekilopleuron
- Polacanthoides – a Hylaeosaurus fiatalabb szinonimája
- Polacanthus
- Polyodontosaurus – a Troodon fiatalabb szinonimája
- Polyonax
- Ponerosteus
- Poposaurus – valójában egy nem dinoszaurusz archosaurus
- Postosuchus – valójában egy rauisuchia
- Pradhania
- Prenocephale
- Prenoceratops
- Priconodon
- Priodontognathus
- Probactrosaurus
- Proceratops – a Ceratops fiatalabb szinonimája (szükségtelen helyettesítő név)
- Proceratosaurus
- Procerosaurus von Huene, 1902 – valójában egy prolacertiformes archosauromorpha
- „Procerosaurus” Fritsch, 1905 – foglalt név, jelenleg Ponerosteusként ismert
- Procheneosaurus – a Lambeosaurus fiatalabb szinonimája
- Procompsognathus
- Prodeinodon
- „Proiguanodon” – nomen nudum; Iguanodon
- Propanoplosaurus
- Proplanicoxa
- Prosaurolophus
- Protarchaeopteryx
- Protecovasaurus – valójában egy nem dinoszaurusz archosauriformes
- Protiguanodon – a Psittacosaurus fiatalabb szinonimája
- Protoavis – madárként írták le, valószínűleg egy theropoda csontokat tartalmazó kiméra
- Protoceratops
- Protognathosaurus
- „Protognathus” – foglalt név, jelenleg Protognathosaurusként ismert
- Protohadros
- Protorosaurus von Meyer, 1830 – valójában egy nem dinoszaurusz hüllő
- „Protorosaurus” Lambe, 1914 – foglalt név, jelenleg Chasmosaurusként ismert
- „Protrachodon” – nomen nudum; Orthomerus
- „Proyandusaurus” – nomen nudum; Hexinlusaurus.
- Pseudolagosuchus – valójában egy nem dinoszaurusz dinosauromorpha
- Psittacosaurus
- Pteropelyx
- Pterospondylus
- Puertasaurus
- Pukyongosaurus
- Pycnonemosaurus
- Pyroraptor

## Q

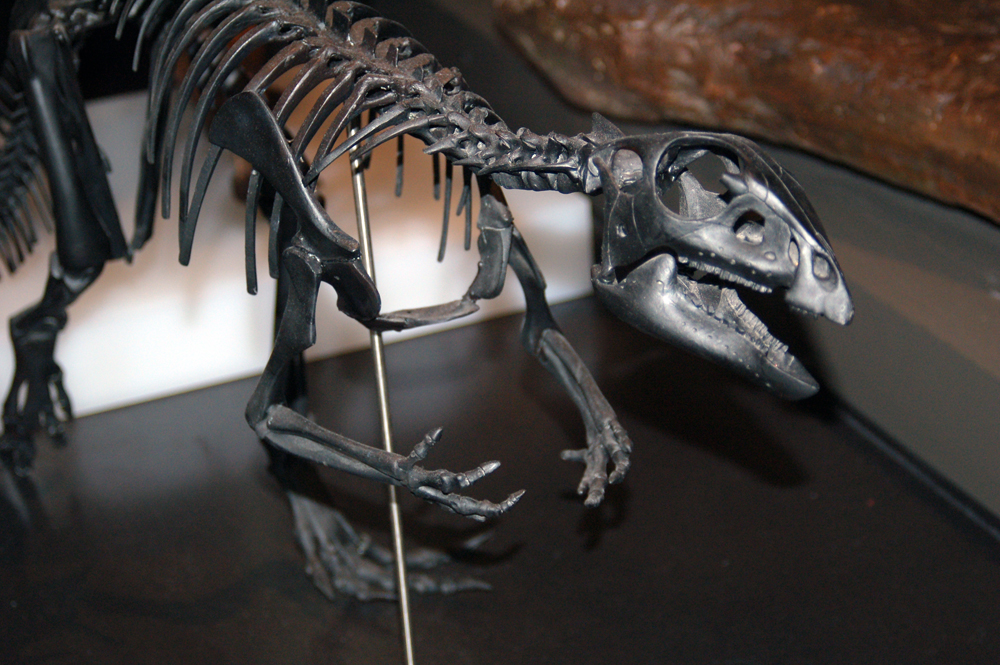
A Qantassaurus csontváza

| Tartalomjegyzék: | A B C D E F G H I J K L M N O P Q R S T U V W X Y Z – Lásd még |

- Qantassaurus
- Qianzhousaurus
- Qiaowanlong
- Qijianglong
- Qinlingosaurus
- Qingxiusaurus
- Qiupalong
- Quaesitosaurus
- Quilmesaurus

## R
| Tartalomjegyzék: | A B C D E F G H I J K L M N O P Q R S T U V W X Y Z – Lásd még |

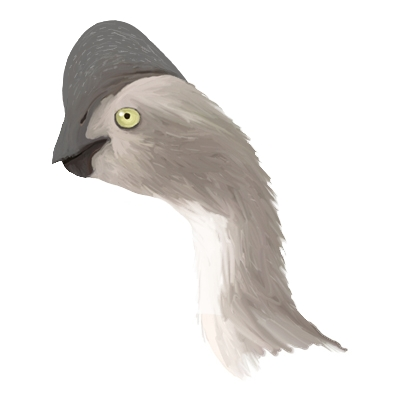
A Rinchenia profiljának rekonstrukciója

- Rachitrema – feltehetően egy ichthyoszaurusz
- Rahiolisaurus
- „Rahona” – foglalt név, jelenleg Rahonavisként ismert
- Rahonavis – feltehetően egy madár
- Rajasaurus
- Rapator
- Rapetosaurus
- Raptorex
- Ratchasimasaurus
- Rayososaurus
- Razanandrongobe – feltehetően egy theropoda vagy egy crocodylomorpha
- Rebbachisaurus
- Regaliceratops
- Regnosaurus
- „Revueltoraptor” – nomen nudum; a Gojirasaurus fiatalabb szinonimája
- Revueltosaurus – valójában egy pseudosuchia
- Rhabdodon
- Rhadinosaurus – talán nem dinoszaurusz, feltehetően egy krokodil
- Rhodanosaurus – a Struthiosaurus fiatalabb szinonimája
- Rhinorex
- Rhoetosaurus
- Rhopalodon – valójában egy synapsida
- Ricardoestesia – a Richardoestesia nem hivatalos eltérő írásmódja
- Richardoestesia
- „Rileya” – foglalt név, jelenleg Rileyasuchusként ismert
- Rileyasuchus – egy kiméra, egy phytosaurus és egy Thecodontosaurus maradványaiból összeállítva
- Rinchenia
- Rinconsaurus
- Rioarribasaurus – a Coelophysis fiatalabb szinonimája
- Riojasaurus
- Riojasuchus – valójában egy nem dinoszaurusz archosaurus
- Rocasaurus
- „Roccosaurus” – nomen nudum; Melanorosaurus
- Rubeosaurus
- Ruehleia
- Rugops
- Rukwatitan
- „Rutellum” – Linné előtti név, a jelenlegi osztályozási rendszerek szerint érvénytelen
- Ruyangosaurus

## S
| Tartalomjegyzék: | A B C D E F G H I J K L M N O P Q R S T U V W X Y Z – Lásd még |

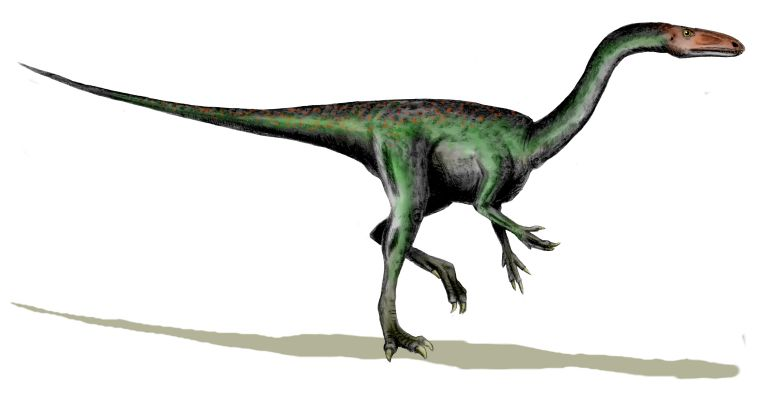
A Segisaurus művészi rekonstrukciója

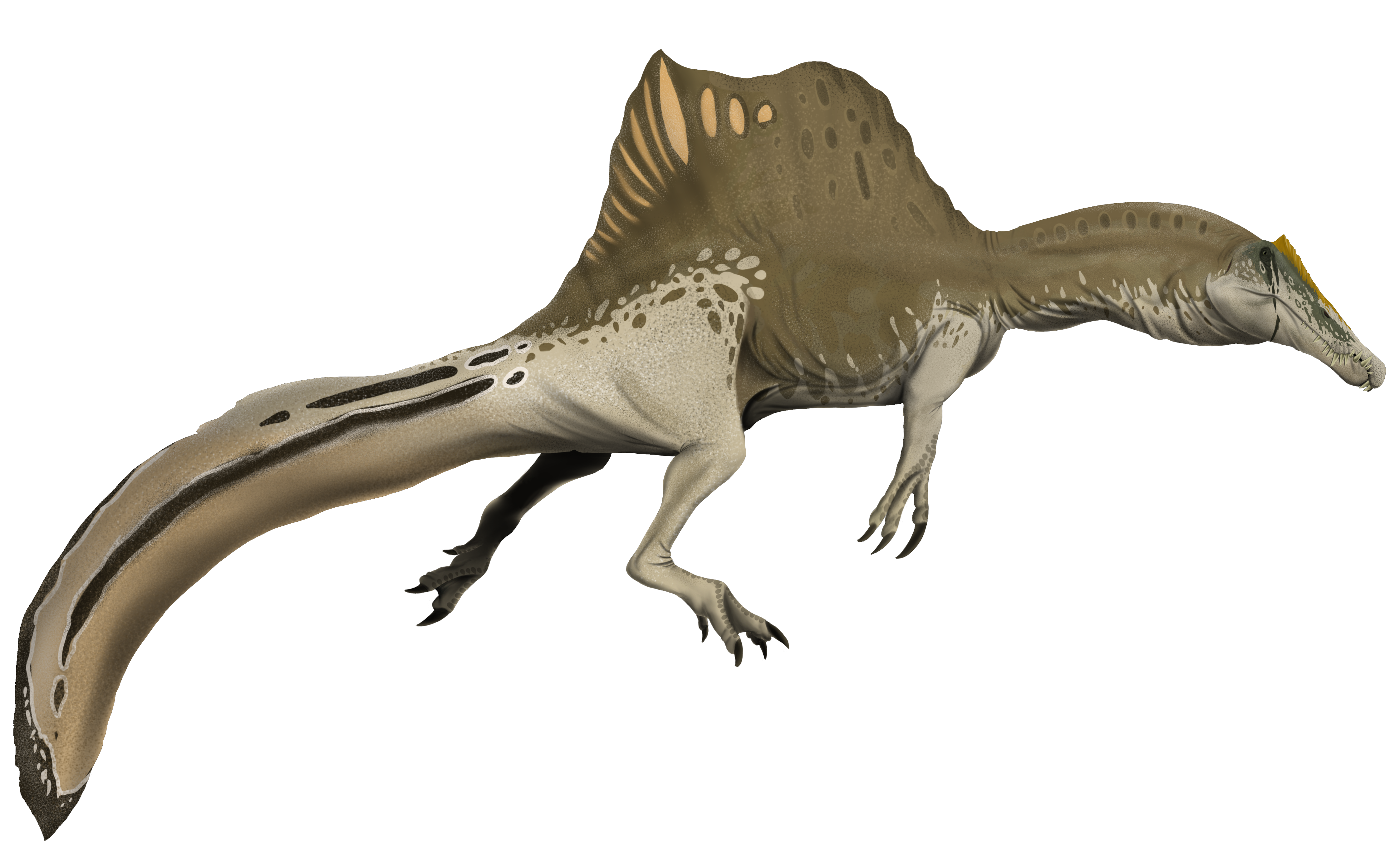
Az óriás theropoda Spinosaurus művészi rekonstrukciója

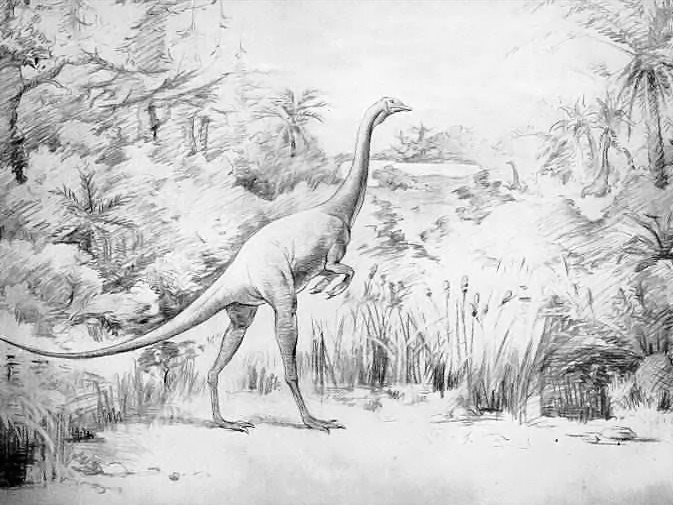
Egy Struthiomimus korai illusztrációja

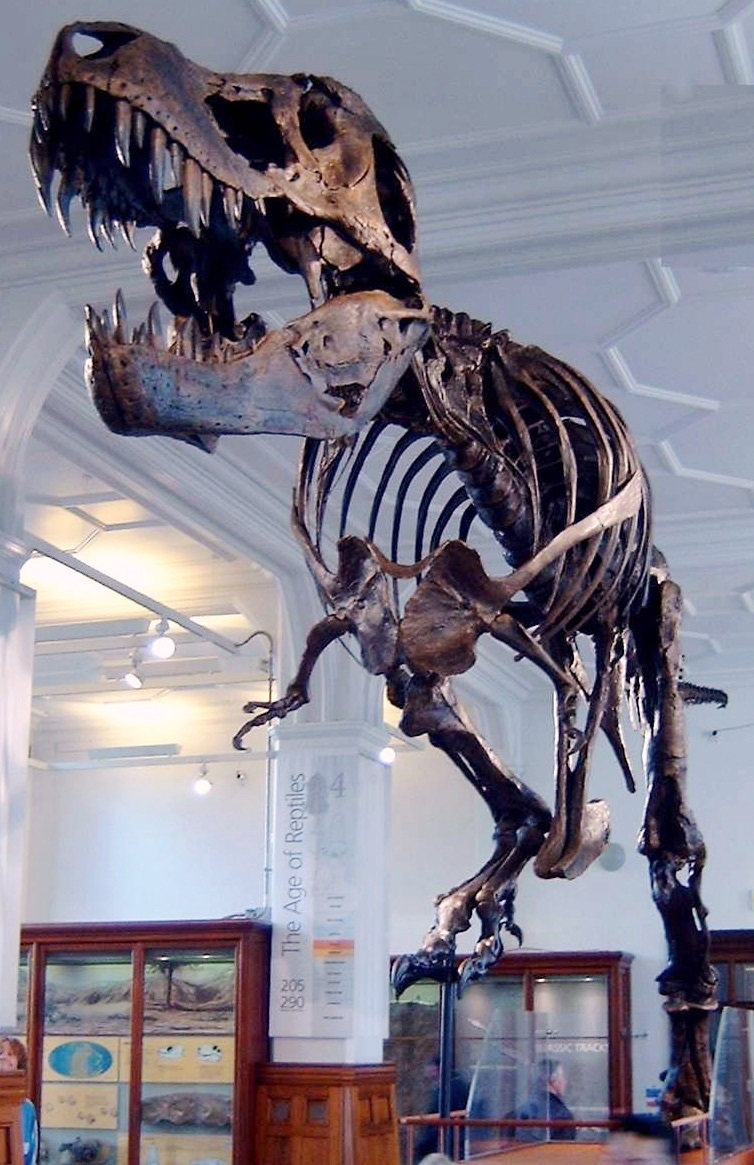
A Tyrannosaurus csontváza

- Sacisaurus – valószínűleg egy dinosauromorpha
- Sahaliyania
- Saichania
- „Salimosaurus” – nomen nudum, valószínűleg egy Brachiosaurus vagy egy Giraffatitan
- Saltasaurus
- Saltopus – valószínűleg egy dinosauromorpha
- „Saltriosaurus” – nomen nudum
- „Sanchusaurus” – nomen nudum
- „Sangonghesaurus” – nomen nudum
- Sanjuansaurus
- Sanpasaurus
- Santanaraptor
- Sarahsaurus
- Sarcolestes
- Sarcosaurus
- Saturnalia
- Sauraechinodon[5] – az Echinodon fiatalabb szinonimája
- „Sauraechmodon” – nomen nudum; Echinodon
- Saurolophus
- Sauroniops
- Sauropelta
- Saurophaganax
- „Saurophagus” – foglalt név, jelenleg Saurophaganaxként ismert
- Sauroplites
- „Sauropodus”[15] – nomen nudum
- Sauroposeidon
- Saurornithoides
- Saurornitholestes
- Scansoriopteryx – az Epidendrosaurus feltételezett fiatalabb szinonimája
- Scaphonyx – valójában egy rhynchosaurus
- Scelidosaurus
- Scipionyx
- Sciurumimus
- Scleromochlus – valójában egy nem dinoszaurusz avemetatarsalia
- Scolosaurus – az Euoplocephalus fiatalabb szinonimája
- „Scrotum” – érvénytelen, inkább magyarázó címkének tekintendő, mintlinnéi névnek[16][17][18][19]
- Scutellosaurus
- Secernosaurus
- Segisaurus
- Segnosaurus
- Seismosaurus – a Diplodocus fiatalabb szinonimája
- Seitaad
- „Selimanosaurus” – nomen nudum; Dicraeosaurus
- Sellacoxa
- Sellosaurus – feltehetően a Plateosaurus fiatalabb szinonimája
- Serendipaceratops
- Shamosaurus
- Shanag
- Shanshanosaurus – a Tarbosaurus fiatalabb szinonimája
- Shantungosaurus
- Shanxia
- Shanyangosaurus
- Shaochilong
- Shenzhouraptor – valójában egy madár; valószínűleg a Jeholornis fiatalabb szinonimája.[20]
- Shenzhousaurus
- Shidaisaurus
- Shixinggia
- Shuangmiaosaurus
- Shunosaurus
- Shuosaurus[5] – a Shunosaurus elírása
- Shuvosaurus – valójában egy rauisuchia
- Shuvuuia
- Siamosaurus
- Siamodon
- Siamotyrannus
- Siats
- Sigilmassasaurus
- Silesaurus – valószínűleg egy dinosauromorpha
- Siluosaurus
- Silvisaurus
- Similicaudipteryx
- Sinocalliopteryx
- Sinoceratops
- Sinocoelurus
- „Sinopliosaurus” – eredetileg pliosaurusként, Sinopliosaurus néven lett besorolva, jelenleg dinoszauruszként ismert[21]
- Sinornithoides
- Sinornithomimus
- Sinornithosaurus
- Sinosauropteryx
- Sinosaurus
- Sinovenator
- Sinraptor
- Sinucerasaurus – a Sinusonasus fiatalabb szinonimája
- Sinusonasus
- Skorpiovenator
- „Smilodon” – foglalt név, jelenleg Zanclodonként ismert
- Sonidosaurus
- Sonorasaurus
- Sphaerotholus
- Sphenosaurus – valójában egy nem dinoszaurusz hüllő
- Sphenospondylus – a Iguanodon fiatalabb szinonimája
- Spinophorosaurus
- Spinops
- Spinosaurus
- Spinostropheus
- Spinosuchus – valójában egy nem dinoszaurusz hüllő
- Spondylosoma – feltehetően egy rauisuchia
- Squalodon – valójában egy cetacea
- Staurikosaurus
- Stegoceras
- Stegopelta
- Stegosaurides
- „Stegosauroides”[5] – a Stegosaurides elírása
- Stegosaurus
- Stenonychosaurus – a Troodon fiatalabb szinonimája
- Stenopelix
- Stenotholus – a Stygimoloch fiatalabb szinonimája
- Stephanosaurus – a Lambeosaurus fiatalabb szinonimája
- „Stereocephalus” – foglalt név, jelenleg Euoplocephalusként ismert
- „Stereosaurus” – nomen nudum; feltehetően egy plezioszaurusz
- Sterrholophus – a Triceratops fiatalabb szinonimája
- Stokesosaurus
- Stormbergia
- Strenusaurus – a Riojasaurus fiatalabb szinonimája
- Streptospondylus
- Struthiomimus
- Struthiosaurus
- Stygimoloch – feltehetően egy nem kifejlett Pachycephalosaurus
- Stygivenator – a Tyrannosaurus fiatalabb szinonimája
- Styracosaurus
- Succinodon – valójában egy fosszilizálódott puhatestű fúrásnyoma
- Suchomimus
- Suchosaurus – eredetileg krokodilként írták le, feltehetően egy spinosaurida
- Suchoprion – valójában egy phytosaurus
- „Sugiyamasaurus” – nomen nudum
- Sulaimanisaurus
- „Sulaimansaurus”↑ Rana 2006:  – a „Sulaimanisaurus” elírása
- Supersaurus
- Suuwassea
- Suzhousaurus
- Symphyrophus – a Camptosaurus fiatalabb szinonimája
- Syngonosaurus – az Acanthopholis fiatalabb szinonimája
- „Syntarsus” – foglalt név, jelenleg Megapnosaurusként ismert
- Syrmosaurus – a Pinacosaurus fiatalabb szinonimája
- „Szechuanoraptor” – nomen nudum
- Szechuanosaurus

## T
| Tartalomjegyzék: | A B C D E F G H I J K L M N O P Q R S T U V W X Y Z – Lásd még |

- Tachiraptor
- Talarurus
- Talenkauen
- Talos
- Tangvayosaurus
- Tanius
- Tanycolagreus
- Tanystropheus – valójában egy prolacertiformes archosauromorpha
- Tanystrosuchus – a Halticosaurus vagy a Liliensternus feltételezett fiatalabb szinonimája
- Tapinocephalus – valójában egy therapsida
- Tapuiasaurus[22]
- Tarascosaurus
- Tarbosaurus
- Tarchia
- Tastavinsaurus
- Tatankacephalus
- Tatankaceratops
- Tatisaurus
- Taveirosaurus
- Tawa
- Tawasaurus – a Lufengosaurus fiatalabb szinonimája
- Tazoudasaurus
- Technosaurus – feltehetően egy dinosauromorpha
- Tecovasaurus – valójában egy nem dinoszaurusz archosauriformes
- Tehuelchesaurus
- Teinurosaurus
- „Teleocrater” – nomen nudum; feltehetően nem dinoszaurusz
- Telmatosaurus
- „Tenantosaurus” – nomen nudum; Tenontosaurus
- „Tenchisaurus”[23][24] – nomen nudum; valójában a Tianchisaurus publikálatlan, múzeumi neve
- Tendaguria
- Tenontosaurus
- Teratophoneus
- Teratosaurus – valójában egy nem dinoszaurusz archosaurus
- Termatosaurus – valójában egy phytosaurus, egyes online források tévesen a Tetragonosaurus transzponáló fajaként tartják nyilván
- Tethyshadros
- Tetragonosaurus – a Lambeosaurus fiatalabb szinonimája
- Texacephale
- Texasetes
- Teyuwasu
- Thecocoelurus
- Thecodontosaurus
- Thecospondylus
- Theiophytalia
- Therizinosaurus
- Therosaurus – az Iguanodon fiatalabb szinonimája
- Thescelosaurus
- Thespesius – feltehetően egy Edmontosaurus
- „Thotobolosaurus” – nomen nudum
- Tianchisaurus
- „Tianchungosaurus” – nomen nudum; Dianchungosaurus (krokodil)
- Tianyulong
- Tianyuraptor
- Tianzhenosaurus
- Tichosteus
- Tienshanosaurus
- Timimus
- Titanoceratops – lehetséges, hogy a Pentaceratops szinonimája
- Titanosaurus Lydekker, 1877
- „Titanosaurus” Marsh, 1877 – foglalt név, jelenleg Atlantosaurusként ismert
- Tochisaurus
- „Tomodon” – foglalt név, jelenleg Diplotomodonként ismert
- Tonganosaurus
- „Tonouchisaurus” – nomen nudum
- Torilion[25] – a Barilium fiatalabb szinonimája
- Torilion – a Barilium fiatalabb szinonimája
- Tornieria
- Torosaurus – feltehetően a Triceratops kifejlett formája
- Torvosaurus
- Trachodon
- Traukutitan
- Trialestes – valójában egy krokodil
- „Triassolestes” – foglalt név, jelenleg Trialestesként ismert
- Tribelesodon – valójában egy Tanystropheus, egí prolacertiformes archosauromorpha
- Triceratops
- Trigonosaurus
- Trimucrodon
- Troodon
- Tsaagan
- Tsagantegia
- Tsintaosaurus
- „Tsuchikurasaurus” – nomen nudum[26]
- Tugulusaurus
- Tuojiangosaurus
- Turanoceratops
- Turiasaurus
- Tylocephale
- Tylosteus – a Pachycephalosaurus szinonimája
- Tyrannosaurus
- Tyrannotitan
- „Tyreophorus” – nomen nudum, valószínűleg a „thyreophora” tipográfiai hibás alakja

## U
| Tartalomjegyzék: | A B C D E F G H I J K L M N O P Q R S T U V W X Y Z – Lásd még |

- Uberabatitan
- Udanoceratops

Az Udanoceratops koponyájáról készült vázlat

- Ugrosaurus – valószínűleg a Triceratops fiatalabb szinonimája
- Ugrunaaluk
- Uintasaurus – a Camarasaurus fiatalabb szinonimája
- Ultrasauros – a Supersaurus fiatalabb szinonimája
- Ultrasaurus H. M. Kim, 1983
- „Ultrasaurus” Jensen, 1985 – foglalt név, jelenleg Ultrasaurosként ismert
- Umarsaurus – nomen nudum; Barsboldia
- Unaysaurus
- Unenlagia
- Unescoceratops
- „Unicerosaurus” – nomen nudum, valójában egy hal
- Unquillosaurus
- Urbacodon
- Utahceratops
- Utahraptor
- Uteodon[12]

## V
| Tartalomjegyzék: | A B C D E F G H I J K L M N O P Q R S T U V W X Y Z – Lásd még |

- Vagaceratops
- Valdoraptor
- Valdosaurus
- Variraptor

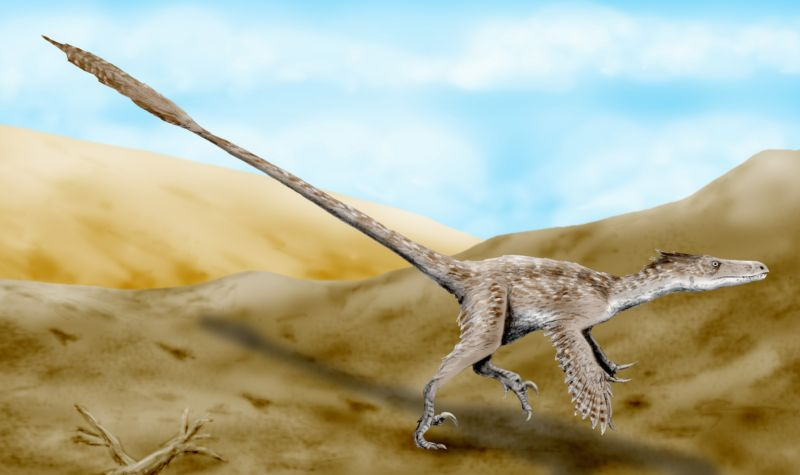
A Velociraptor rekonstrukciója

- Vectensia – a Hylaeosaurus fiatalabb szinonimája
- Vectisaurus – az Iguanodon fiatalabb szinonimája
- Velafrons
- Velocipes
- Velociraptor
- Velocisaurus
- Venaticosuchus – valójában egy nem dinoszaurusz archosaurus
- Venenosaurus
- Veterupristisaurus
- Vitakridrinda
- „Vitaridrinda”↑ Rana 2006:  – a Vitakridrinda elírása
- Vitakrisaurus, (Malkani, 2010)
- Volkheimeria
- Vulcanodon

## W
| Tartalomjegyzék: | A B C D E F G H I J K L M N O P Q R S T U V W X Y Z – Lásd még |

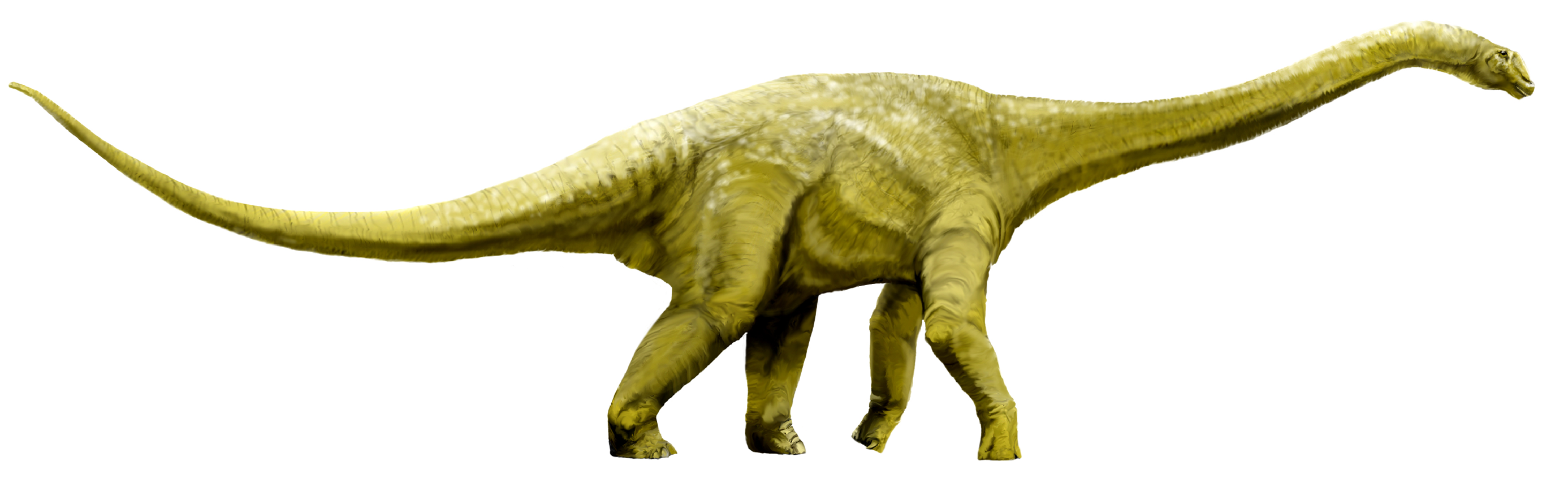
A Wintonotitan rekonstrukciója

- Wadhurstia – a Hypselospinus fiatalabb szinonimája
- Wakinosaurus
- Walgettosuchus
- „Walkeria” – foglalt név, jelenleg Alwalkeriaként ismert
- „Walkersaurus” – nomen nudum; Duriavenator
- „Wangonisaurus” – nomen nudum, valószínűleg egy Brachiosaurus vagy egy Giraffatitan
- Wannanosaurus
- Wellnhoferia – az Archaeopteryx feltételezett fiatalabb szinonimája
- Wendiceratops
- Willinakaqe[27]
- Wintonotitan
- Wuerhosaurus
- Wulagasaurus
- Wyleyia – valószínűleg egy madár
- „Wyomingraptor” – nomen nudum

## X
| Tartalomjegyzék: | A B C D E F G H I J K L M N O P Q R S T U V W X Y Z – Lásd még |

- Xenoceratops
- Xenoposeidon
- Xenotarsosaurus
- Xianshanosaurus
- Xiaosaurus
- Xiaotingia
- Xinjiangovenator
- Xinjiangtitan
- Xiongguanlong
- Xixianykus
- Xixiasaurus
- Xixiposaurus
- Xuanhanosaurus
- Xuanhuaceratops

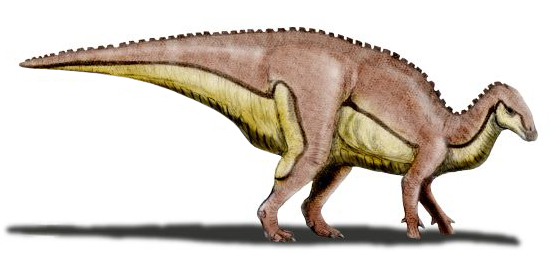
A Xuwulong művészi rekonstrukciója

- „Xuanhuasaurus” – nomen nudum; Xuanhuaceratops
- Xuwulong[28]

## Y
| Tartalomjegyzék: | A B C D E F G H I J K L M N O P Q R S T U V W X Y Z – Lásd még |

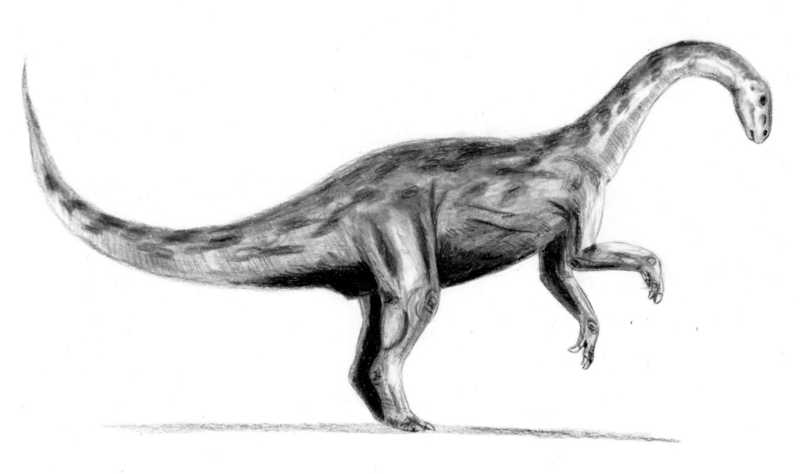
A Yunnanosaurus művészi rekonstrukciója

- Yaleosaurus – az Anchisaurus fiatalabb szinonimája
- Yamaceratops
- Yandusaurus
- Yangchuanosaurus
- Yanornis – valójában egy madár
- Yaverlandia
- Yaxartosaurus[5] – a Jaxartosaurus elírása
- „Yezosaurus” – nomen nudum; nem dinoszaurusz
- Yi
- „Yibinosaurus” – nomen nudum
- Yimenosaurus
- „Yingshanosaurus” – nomen nudum
- Yinlong
- Yixianosaurus
- „Yizhousaurus” – nomen nudum[29]
- Yongjinglong
- Yuanmousaurus
- „Yubasaurus” – nomen nudum; Yandusaurus
- Yueosaurus
- Yunnanosaurus
- „Yunxiansaurus” – nomen nudum
- Yurgovuchia
- Yutyrannus

## Z
| Tartalomjegyzék: | A B C D E F G H I J K L M N O P Q R S T U V W X Y Z – Lásd még |

- Zalmoxes
- Zanabazar

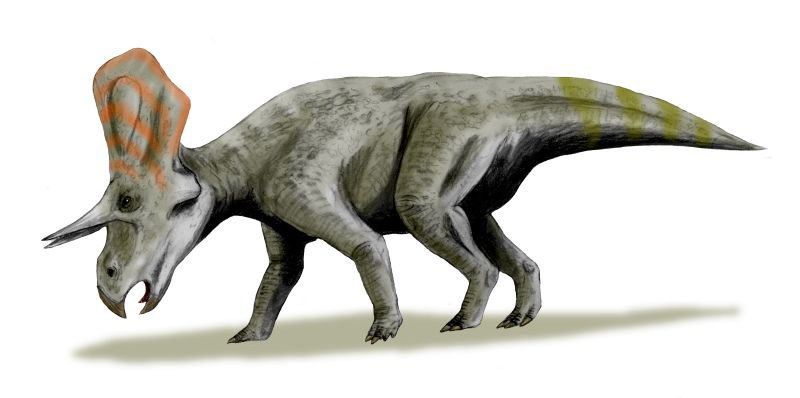
A Zuniceratops rekonstrukciója

- Zanclodon – (részben) nem dinoszaurusz, egyes fajai a Megalosaurusra és a Plateosaurusra utalnak
- Zapalasaurus
- Zapsalis – A Paronychodon fiatalabb szinonimája
- Zaraapelta
- Zatomus – valójában egy nem dinoszaurusz archosaurus
- Zby
- Zephyrosaurus
- Zhejiangosaurus
- Zhenyuanlong
- Zhongyuansaurus
- Zhuchengceratops
- Zhuchengosaurus - a Shantungosaurus fiatalabb szinonimája
- Zhuchengtyrannus
- Zigongosaurus – a Mamenchisaurus feltételezett fiatalabb szinonimája
- Zizhongosaurus
- Zuniceratops
- Zuolong
- Zupaysaurus

## Fordítás
Ez a szócikk részben vagy egészben a List of dinosaurs című angol Wikipédia-szócikk ezen változatának fordításán alapul.  Az eredeti cikk szerkesztőit annak laptörténete sorolja fel. Ez a jelzés csupán a megfogalmazás eredetét és a szerzői jogokat jelzi, nem szolgál a cikkben szereplő információk forrásmegjelöléseként.